# Liste von Zwischenfällen (Militärluftfahrt) ab 1981
Dies ist eine Teilliste von Zwischenfällen bemannter militärischer Luftfahrzeuge der Jahre ab 1981.
Für die übrige Zeitspanne siehe Liste von Zwischenfällen (Militärluftfahrt) bis 1980.
- Für Zwischenfälle von Verkehrsluftfahrzeugen siehe Listen von Luftfahrt-Zwischenfällen.
- Für Zwischenfälle von Luftfahrzeugen der Allgemeinen Luftfahrt siehe Liste von Zwischenfällen (Allgemeine Luftfahrt).
- Für Zwischenfälle von Luftfahrzeugen aller französischen Luftstreitkräfte siehe Liste von Zwischenfällen der Französischen Luftstreitkräfte seit 1945.

In diese Liste sollen nur Unfälle eingetragen werden, die den Relevanzkriterien für Zwischenfälle genügen.
Unfälle von Transportluftfahrzeugen sind mit (T) gekennzeichnet.
Einträge mit eigenem Artikel in Wikipedia sind mit (A) gekennzeichnet.

## Liste

### 1981
- (T) Am 8. Januar 1981 verunglückte eine Douglas DC-3/C-47B-1-DL der türkischen Luftstreitkräfte (Luftfahrzeugkennzeichen HEK-15) am Militärflugplatz Izmir Cigli (Türkei). Nähere Einzelheiten sind derzeit nicht verfügbar. Das Flugzeug wurde irreparabel beschädigt. Über Personenschäden ist nichts bekannt, es gab jedoch keine Todesfälle.[1]

- (A) (T) Am 7. Februar 1981 stürzte eine unter dem Luftfahrzeugkennzeichen CCCP-42332 betriebene Tupolew Tu-104 der sowjetischen Marine rund 20 Kilometer südlich von Leningrad kurz nach dem Abheben aus etwa 50 m Höhe ab. Ursachen waren falsche Sitzverteilung der Passagiere und das Verrutschen ungesicherter Fracht. Alle 51 Insassen kamen um (siehe auch Flugunfall einer Tupolew Tu-104 bei Leningrad 1981).[2]

- Am 18. Februar 1981 kollidierte eine Fiat G.91 R3 der portugiesischen Luftstreitkräfte (PAF 5457) beim Tiefflug in der Nähe von Montargil mit Bäumen eines Kiefernwaldes (CFIT). Das Luftfahrzeug wurde zerstört, der Pilot getötet.[3]

- (T) Am 31. Juli 1981 wurde eine de Havilland Canada DHC-6-300 Twin Otter der Streitkräfte Panamas (FAP-205) 18 Kilometer südlich des Zielflugplatzes Coclecito (Panama) in einer Höhe von knapp 1000 Metern in die Flanke des Marta Mountains geflogen. Durch diesen CFIT (Controlled flight into terrain) wurden alle 7 Insassen getötet, zwei Besatzungsmitglieder und 5 Passagiere.[4]

- Am 5. Oktober 1981 wurde eine F-104G Starfighter (MM6517, 6-14) der italienischen Luftwaffe bei dem Luft-Boden-Schießplatz Maniago wegen eines Flammabrisses ins Gelände geflogen. Der Pilot wich noch Wohngebieten aus und kam dann ums Leben.[5][6]

- (T) Am 9. Dezember 1981 verunglückte eine Douglas DC-3/C-47A-15-DK der türkischen Luftstreitkräfte (YSL-47) bei Anamur (Türkei) und wurde zerstört. Nähere Einzelheiten sind derzeit nicht verfügbar. Alle 5 Insassen wurden getötet.[7]

### 1982
- (T) Am 18. Januar 1982 kam es mit einer Convair CV-240/HC-131A der United States Coast Guard (USCG) (Luftfahrzeugkennzeichen USCG 5786) auf der Naval Air Station Corpus Christi (Texas, USA) bei Nebel zu einer Bruchlandung. Alle 8 Insassen überlebten den Unfall. Das Flugzeug wurde jedoch irreparabel beschädigt.[8]

- (T) Am 21. Januar 1982 wurde eine Douglas DC-4/C-54E-15-DO der französischen Aéronavale (Marineflieger) (FrNav 49148) in einer Höhe von 1002 Metern gegen den Berg Kokoréta geflogen. Beim Flugtraining auf dem Flughafen La Tontouta (Neukaledonien) wurde zehnmal ein Touch-and-Go geübt, bis die Maschine nach links in den Berg flog. Bei diesem CFIT (Controlled flight into terrain) wurden alle 7 Besatzungsmitglieder getötet.[9]

- Am 3. Februar 1982 wurde eine Nord Noratlas 2501 der Französischen Luftstreitkräfte (FrAF 140) in den Berg Garbi (Dschibuti) geflogen. Als Hauptursache wurde eine falsche Einstellung der Höhenmesser ermittelt. Bei diesem CFIT (Controlled flight into terrain) wurden alle 36 Insassen getötet, davon 29 der Fremdenlegion.[10]  Es war der zweitschwerste Unfall einer Noratlas, gemessen an der Zahl der Todesopfer.[11]

- Am 9. Februar 1982 stürzte eine F-104S Starfighter (Kennzeichen MM6780, 36-35) der italienischen Luftwaffe bei schlechtem Wetter kurz nach dem nächtlichen Start von der Basis Gioia del Colle ab. Der Pilot kam ums Leben.[5][12]

- Am 1. April 1982 rammte eine F-104G Starfighter (MM6572, 6-24) der italienischen Luftwaffe bei einem simulierten Angriff auf den Militärflugplatz Ghedi einen Freileitungsmast, fing Feuer und stürzte ab. Der Pilot konnte sich mit dem Schleudersitz retten.[5][12]

- (T) Am 13. April 1982 stürzte eine Lockheed C-130H Hercules der United States Air Force (USAF) (74-1678) bei Gevenlik (Türkei) ab. Die Maschine befand sich im Reiseflug von Erzurum nach Erzincan. Der Unfall ereignete sich, als die Halterung des Triebwerks Nr. 4 (rechts außen) versagte, was zum Abbrechen des Flügels führte. Alle 27 Insassen wurden getötet.[13]

- Am 3. Mai 1982 stürzte eine McDonnell F-4F Phantom II (37+62) des Jagdbombergeschwaders 36 unmittelbar neben dem Störsperrwerk in der Gemeinde Wewelsfleth (Schleswig-Holstein) ab. Die Besatzung kam ums Leben.[14][15]

- Am 25. Mai 1982 wurde eine SEPECAT Jaguar der Royal Air Force (XX963) unbeabsichtigt abgeschossen. Das Flugzeug stürzte ca. 2 nautische Meilen (3,7 Kilometer) östlich von Wesel auf ein Feld und wurde zerstört. Der Pilot überlebte. Nachdem bei einer Alarmübung FGR2-Phantom II-Jagdflugzeuge der No. 92 Squadron der Royal Air Force mit scharfer Munition beladen worden waren, wurden diese entgegen dem üblichen Verfahren nicht wieder entladen, sondern direkt zum Flugbetrieb eingesetzt. Auch war es versäumt worden, die Waffenschalter im Flugzeug zu überkleben. Als der Pilot bei einem Übungsabfangeinsatz den Abschusshebel bediente, feuerte er zu seinem Erstaunen eine AIM-9 Sidewinder Luft-Luft-Rakete ab, die den Jaguar traf und zerstörte.[16]

- (T) Am 10. Juli 1982 stürzte eine Aeritalia G.222TCM (MM62106) der italienischen Luftwaffe während eines Brandbekämpfungseinsatzes bei Greve in Chianti ab. Alle vier Besatzungsmitglieder kamen ums Leben.[17]

- Am 29. Juli 1982 kollidierte ein tieffliegender Lockheed F-104 Starfighter der kanadischen Luftwaffe bei Großniedesheim (Rheinland-Pfalz) mit einem Kleinflugzeug, das sich gerade im Landeanflug auf den 5 Kilometer entfernten Flugplatz Worms befand. Die beiden Insassen des Kleinflugzeuges starben. Der Jetpilot rettete sich mit dem Schleudersitz. Der Jet stürzte auf Großniedesheim, am Boden kam eine Person ums Leben.

- Am 20. August 1982 flog eine Alouette III der Schweizer Luftwaffe bei Büsserach im Tiefflug in eine Hochspannungsleitung, wobei zwei Personen an Bord umkamen.[18]

- (A) (T) Am 11. September 1982 stürzte eine CH-47 Chinook bei einer Flugschau über dem Mannheimer Flugplatz in Mannheim-Neuostheim auf die Autobahn A 656. Bei diesem Unfall kamen 38 Fallschirmspringer aus Mannheim und den Mannheimer Partnerstädten Toulon, Frankreich, und Swansea, Wales, sowie 3 US-Soldaten und 5 US-Besatzungsmitglieder ums Leben (siehe auch Hubschrauberabsturz in Mannheim 1982).

- Am 21. Oktober 1982 stürzte eine Alouette III der Schweizer Luftwaffe im Säntisgebiet ab, wobei der Pilot und 5 Soldaten an Bord umkamen (siehe auch Helikopterunfall Schwägalp).[19]

### 1983
- (T) Am 12. Januar 1983 wurde bei einer Lockheed WV-2/L-1049 Super Constellation der Indischen Marineflieger (Luftfahrzeugkennzeichen IN-316) während des Rollens auf dem Flughafen Bombay versehentlich das Fahrwerk eingefahren. Die Maschine wurde irreparabel beschädigt, aber alle Besatzungsmitglieder überlebten.[20]
- (T) Am 30. April 1983 stürzte eine Convair CV-340/C-131F der United States Navy (US Navy) (Bu 141010) beim Versuch einer Notlandung auf der Naval Air Station Jacksonville (Florida, USA) in das flache Wasser 110 Meter vor der Landebahn. Kurz nach dem dortigen Start hatte das Triebwerk Nr. 1 (links) Feuer gefangen. Von den 15 Insassen kamen ums 14 Leben, alle sechs Besatzungsmitglieder und 14 Passagiere.[21]

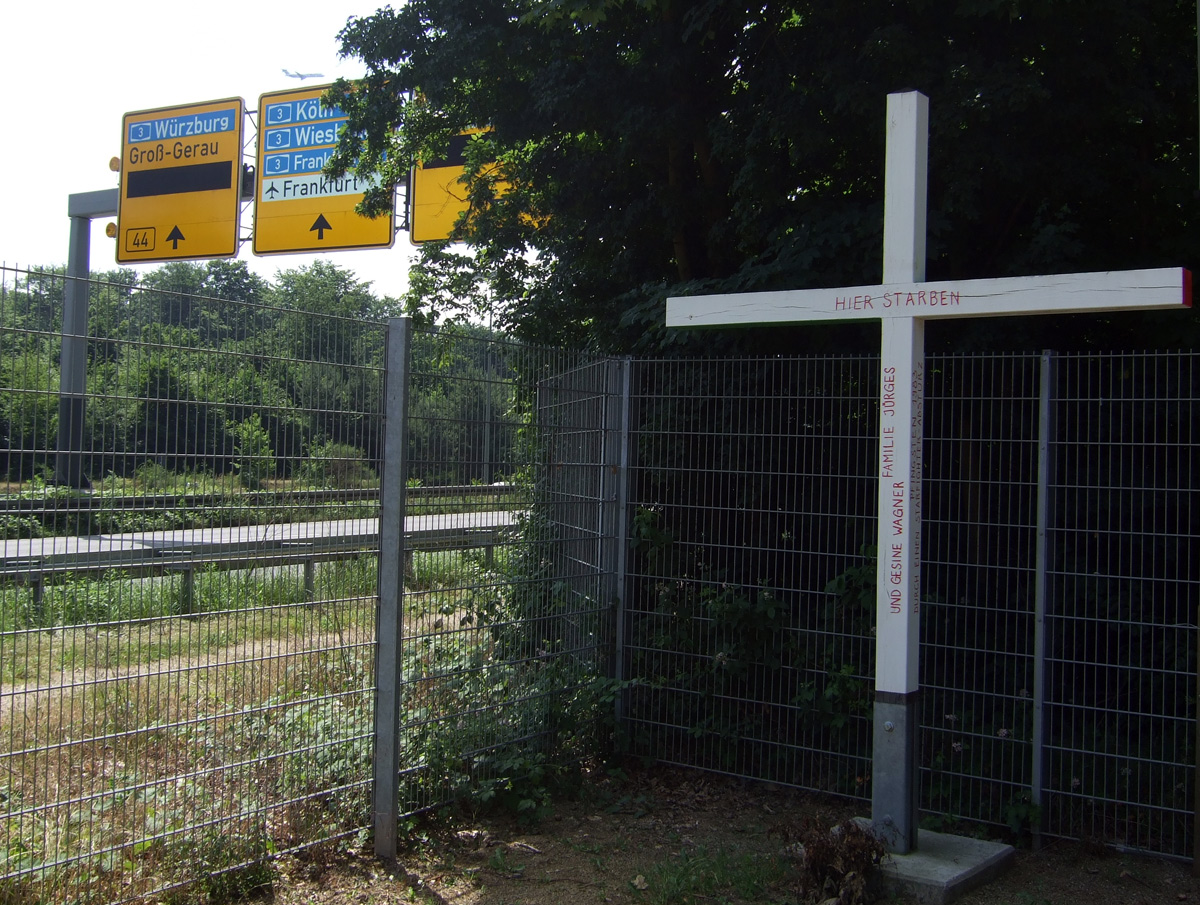
Gedenkkreuz nahe der Unfallstelle vom 22. Mai 1983 bei Frankfurt

- (A) Am 22. Mai 1983 stürzte bei einer Flugschau auf der US Air Base bei Frankfurt (Hessen, Deutschland) eine kanadische Maschine des Typs F-104 Starfighter auf ein auf der B 44 fahrendes, mit sechs Personen besetztes Auto. Der Pilot der Maschine konnte sich mit dem Schleudersitz retten. Fünf der Insassen des Autos starben sofort, die sechste, eine junge Frau, erlag nach 81 Tagen ihren schwersten Verbrennungen im Krankenhaus. An der Absturzstelle erinnerte bis 2005 ein Kreuz am Straßenrand an die Opfer des Flugtagunfalls von Frankfurt. Dieses Kreuz befindet sich heute in den Räumen der Frankfurter Hoffnungsgemeinde. Ein neues weißes Kreuz wurde in der Nähe aufgestellt (siehe auch Flugtagunglück von Frankfurt).
- (T) Am 6. Juni 1983 stürzte eine Fairchild C-119G Flying Boxcar der taiwanischen Luftwaffe (3197) einige Minuten nach dem Start vom Flughafen Kinmen aufgrund des Ausfalls eines Motors und eines Strömungsabrisses ins Meer. Insgesamt starben 38 der 47 Insassen.[22]
- (T) Am 1. Oktober 1983 brach in einer Douglas DC-6/C-118A der US Navy (Bu 533257) auf dem Flughafen Keflavík (Island) in einem Hangar ein Feuer aus. Das Flugzeug wurde zerstört. Später wurde ein Verdächtiger festgenommen. Es handelte sich um einen verärgerten Soldaten, der das Kommando in Kürze verlassen wollte. Personen kamen nicht zu Schaden.[23]

### 1984
- Am 24. Januar 1984 verlor der Pilot eines doppelsitzigen TF-104G Starfighters des Jagdbombergeschwaders 34 der Luftwaffe (Luftfahrzeugkennzeichen 27+95) im Landeanflug auf den Fliegerhorst Memmingerberg durch einen Mikroburst die Kontrolle über das Luftfahrzeug. Beide Piloten retteten sich mit ihren Schleudersitzen. Das Flugzeug setzte circa 20 Meter vor der Landebahn hart auf, geriet in Brand und kam neben der Landebahn zum Stillstand. Es wurde auf Grund des hohen Zerstörungsgrades abgeschrieben (englisch damaged beyond repair).[24]
- Am 5. April 1984 brach bei einem doppelsitzigen TF-104G Starfighter des Jagdbombergeschwaders 34 der Luftwaffe (28+33) beim Rollen auf dem Fliegerhorst Memmingerberg die Verstrebung des rechten Hauptfahrwerks. Auf Grund des hohen Grades der Beschädigungen wurde das Luftfahrzeug abgeschrieben (englisch damaged beyond repair).[25]
- Am 28. Mai 1984 streifte eine F-16 Fighting Falcon der niederländischen Luftwaffe am Krankenhaus in Linz am Rhein ein Gebäude und stürzte in ein Waldstück. Der Pilot und eine Anwohnerin kamen ums Leben. Zahlreiche Menschen wurden durch umherfliegende Trümmerteile verletzt.[26]
- Am 1. Juni 1984 kollidierten zwei F-4 Phantom der 37th Tactical Fighter Wing der US-Luftwaffe (67-0271 / 69-7223) im Anflug auf den Fliegerhorst Jever in Norddeutschland. Beide Jets stürzten ab. Die Aufschlagstellen befanden sich rund 8 Kilometer voneinander entfernt in der Umgebung von Aurich. Die Besatzungen retteten sich mit ihren Schleudersitzen.[27]
- Am 3. Juni 1984 ging ein britischer Senkrechtstarter des Typs Harrier beim Flugsportclub Großostheim bei einem Schaufliegen auf dem Flugplatz Aschaffenburg (Großostheim-Ringheim) etwa 30 Meter über der Landebahn aufgrund technischen Defekts in Flammen auf. Der Pilot steuerte das Flugzeug noch von den Zuschauern weg und rettete sich mit dem Schleudersitz. Ein Zuschauer wurde von dem herabfallenden Schleudersitz getroffen und verstarb sofort.[28]
- Am 27. Juni 1984 stürzte eine Pilatus PC-6 „Turbo Porter“ des österreichischen Bundesheeres im Rahmen einer Luftlandeausbildung des Jägerbataillons 25 oberhalb von Goritschach (Gemeinde Ebenthal in Kärnten) ab und zerschellte auf einem Felsen. Alle 7 Soldaten an Bord kamen ums Leben. Während der Bergungsarbeiten verunglückte ein Feuerwehrmann tödlich. Die Maschine war vom Truppenübungsplatz Glainach bei Ferlach gestartet und geriet wegen der Veränderung der Sitz-/Kauerposition der Mitfliegenden in einen nicht fliegbaren Zustand, was zum Absturz führte.
- Am 6. Juli 1984 stürzte ein Tornado der Bundesluftwaffe bei Holzkirchen ab, wobei beide Besatzungsmitglieder starben. Ein Zusammenhang mit der von der Sendestation von Radio Free Europe bei Valley ausgehenden elektromagnetischen Strahlung wurde vermutet.[29]
- Am 10. Juli 1984 begann eine F-104G Starfighter des Marinefliegergeschwaders 2 der Deutschen Marine (23+18) beim Formationsstart auf dem Marinefliegerhorst Eggebeck eine willkürliche Rollbewegung nach links, die durch Steuereingaben nicht zu stoppen war. Der Pilot, ein Austauschoffizier der US Navy, entschied sich daraufhin zum Rettungsausstieg mit dem Schleudersitz. Der Starfighter stürzte auf dem Flugplatzgelände ab und wurde zerstört.[25]
- Am 10. Juli 1984 setzte das Triebwerk eines F-104G Starfighters des Luftwaffenversorgungsregimentes 1 der Luftwaffe (25+62) bei einem Navigationstiefflug über Schleswig-Holstein aus. Ursache des Triebwerksausfalls war ein Fremdkörperschaden im Verdichter durch einen vermutlich auf einem Marinefliegerhorst angesaugten Bolzen. Das Flugzeug stürzte bei Groß Sterneberg in der Nähe von Stade ab, schlug auf einer Wiese auf und rutschte in ein einzelstehendes Wohnhaus. Dieses wurde in Brand gesetzt und zerstört. In den Trümmern des Hauses starb eine Frau. Ihr Lebensgefährte konnte sich zwar noch aus dem Haus retten, erlag aber kurz darauf im Krankenhaus seinen schweren Brandverletzungen. Der Pilot rettete sich mit dem Schleudersitz.[24][30][31][32][33][34]
- Am 10. August 1984 verlor der Pilot eines F-104G Starfighters des Jagdbombergeschwaders 33 der Luftwaffe (22+05) während eines Trainingsfluges im aerodynamischen Grenzbereich die Kontrolle über das Luftfahrzeug. Der Starfighter stürzte ca. 20 km nördlich des Militärflugplatzes Beja in Portugal ab. Der Pilot wurde beim Rettungsausstieg mit dem Schleudersitz verletzt.[25]
- Am 29. August 1984 verlor ein Pilot beim Absturz des zweiten Prototyps des Langstreckenbombers Rockwell B-1A am 29. August 1984 während eines Testfluges sein Leben. Sein Sitz war beim Aufprall aus den Halterungen gerissen worden. Die beiden anderen Besatzungsmitglieder in der Rettungskapsel überlebten schwer verletzt. Die Kapsel wurde zwar abgesprengt, jedoch versagte der Fallschirm. Die zusätzlich aufblasbaren Luftkissen konnten durch den Aufprallwinkel ihre Wirkung nicht entfalten.[35][36]
- (T) Am 1. Oktober 1984 brach an einer Armstrong Whitworth Argosy C.1 des britischen militärischen Aeroplane and Armament Experimental Establishment (XN817) bei der Landung auf dem Militärflugplatz RAF West Freugh (Schottland) das Fahrwerk zusammen. Das Flugzeug wurde irreparabel beschädigt. Personen kamen nicht zu Schaden.[37]
- Am 17. Oktober 1984 kollidierte ein F-104G Starfighter des Marinefliegergeschwaders 2 der Deutschen Marine (23+16) bei einem Übungsangriff auf Schiffe im Bereich Ostsee mit dem Mast eines Schnellbootes. Das Luftfahrzeug schlug auf dem Wasser auf und wurde zerstört, der Pilot getötet.[25]
- Am 19. Oktober 1984 kam ein Lockheed TF-104G Starfighter des Jagdbombergeschwaders 34 der Luftwaffe (27+26) auf Grund heftigen Flatterns des Bugrads bei der Landung auf dem Militärflugplatz Memmingen von der Landebahn ab. Dabei brach die Verstrebung des Bugrads und der Pilot verließ das Luftfahrzeug mit dem Schleudersitz. Das Luftfahrzeug wurde derart beschädigt, dass eine Reparatur nicht wirtschaftlich war (englisch damaged beyond repair). Der Pilot bleib unverletzt.[24]
- Am 11. Dezember 1984 zog der Pilot eines Lockheed F-104G Starfighters des Jagdbombergeschwaders 34 der Luftwaffe (20+36) das Luftfahrzeug bei einem Übungsangriff auf ein Bodenziel in die Wolken. Kurz darauf schlug das Luftfahrzeug mit einem steilen Sturzflug aus den Wolken kommend in der Nähe von Plattling in Bayern in den Boden ein. Das Luftfahrzeug wurde zerstört, er Pilot erlitt tödliche Verletzungen. Als Unfallursache wird räumliche Desorientierung angenommen.[24]
- (T) Am 18. Dezember 1984 stürzte eine de Havilland Canada DHC-6-300 Twin Otter der peruanischen Luftwaffe (FAP-307) nahe Jaén kurz nach dem Start vom Flughafen Bagua (Peru) ab. Mit der Maschine wurden Arbeiter der Petroperu transportiert. Alle 21 Insassen, drei Besatzungsmitglieder und 18 Passagiere, kamen ums Leben.[38]

### 1985
- (A) Am 31. Januar 1985 kollidierten zwei McDonnell F-4F Phantom II der Luftwaffe (Luftfahrzeugkennzeichen 37+95, 37+99)  bei einer Luftkampfübung über Bremerhaven. Ein Flugzeug stürzte ins Watt, das zweite auf die Halle einer Container-Firma in Bremerhaven. Dabei starben der Waffensystemoffizier (WSO) eines der beiden Flugzeuge sowie ein Mitarbeiter der Firma. Fünf weitere Arbeiter wurden zum Teil schwer verletzt. Die beiden Piloten und der andere WSO konnten sich mit dem Schleudersitz retten (siehe auch Flugzeugkollision über Bremerhaven (1985)).[39][40][41]
- Am 8. Februar 1985 fiel das Triebwerk eines Aufklärers vom Typ RF-104G Starfighter des Marinefliegergeschwaders 2 der Deutschen Marine (21+27) nach einem Vogelschlag aus. Das Luftfahrzeug stürzte in der Nähe der dänischen Insel Bornholm in die Ostsee. Der Pilot rettete sich mit dem Schleudersitz.[25]
- (A) Am 18. Februar 1985 kollidierten eine doppelsitzige Harrier T.4 der 3rd Squadron RAF Gütersloh der Royal Air Force (XW933) und eine F-104G des Marinefliegergeschwaders 2 der Deutschen Marine (26+70) über Bad Laer (Deutschland). Einer der beiden Piloten der britischen Maschine kam dabei ums Leben, der andere sowie der Pilot des Starfighters konnten sich mit ihren Schleudersitzen retten (siehe auch Flugzeugkollision über Bad Laer).[24][42]
- (A) Am 16. März 1985 stürzte ein Jagdflugzeug des Typs MiG-21M der Nationalen Volksarmee (NVA) in Cottbus in ein Wohngebiet. Dabei wurden 2 Menschen verletzt, der Pilot rettete sich mit dem Schleudersitz (siehe auch Absturz einer MiG-21 in Cottbus 1985).[43]
- Am 18. März 1985 stürzte ein Aufklärer des Typs RF-4E Phantom II des Aufklärungsgeschwaders 51 „Immelmann“ der Luftwaffe (35+27) circa fünf Minuten nach dem Start vom Militärflugplatz Zweibrücken dicht am Rand der kleinen Ortschaft Krähenberg in der Nähe von Pirmasens in Rheinland-Pfalz ab. Das Luftfahrzeug wurde zerstört, die Besatzung konnte sich mit dem Schleudersitz retten und wurde dabei verletzt.[44][45][46][47]
- Am 27. März 1985 stürzte ein Aufklärer des Typs RF-104G Starfighter des Marinefliegergeschwaders 2 der Deutschen Marine (21+18) in die Nordsee. Beim Übungsschießen mit dem Flugkörper AS.30 in einem gesperrten Seegebiet, ca. 90 km westlich der Insel Helgoland, fiel das Triebwerks aus. Der Pilot konnte sich mit dem Schleudersitz retten.[48]
- Am 11. April 1985 stürzte ein Jagdflugzeug vom Typ F-4F Phantom II des Jagdgeschwaders 74 der Luftwaffe (38+52) im Anflug auf den Flughafen Bordeaux-Mérignac ab. Das Luftfahrzeug wurde zerstört, die Besatzung getötet. Da ein Außentank nicht umfüllte, bestand eine asymmetrische Gewichtsverteilung. Ursache des Absturzes war ein Verlust der Kontrolle über das Luftfahrzeug in Folge einer nicht angepassten Landetechnik des Luftfahrzeugführers.[49][50]
- (T) Am 1. Juli 1985 stieg eine Hawker Siddeley HS 748-314 2A LFD der Luftstreitkräfte Tansanias (JW9009) nach dem Abheben vom Flughafen Mbeya (Tansania) nicht und kollidierte mit Bäumen.[51] Nach einer anderen Quelle stürzte die Maschine 4 Kilometer von Mbeya entfernt nach einem Triebwerksausfall ab, als die Piloten versuchten, zum Startflugplatz zurückzukehren. Nach beiden Quellen wurden dabei 4 Insassen getötet.[52]
- (T) Am 24. Juli 1985 stürzte eine aus Bogota kommende Douglas DC-6B der Kolumbianischen Luftwaffe (FAC-902) 32 Kilometer nördlich vom Ziel Flughafen Leticia (Kolumbien) in den Dschungel. Die Maschine war aufgrund eines Streiks der Avianca-Piloten im zivilen Inlandsverkehr eingesetzt worden. Auslöser war wohl der Ausfall des Triebwerks Nr. 3 während des Durchflugs eines starken Niederschlagsgebiets. Alle 80 Insassen (76 Passagiere und 4 Besatzungsmitglieder) kamen ums Leben.[53]
- (T) Am 29. August 1985 verunglückte eine Aeritalia G.222SAA (MM62131) der italienischen Luftwaffe während eines Brandbekämpfungseinsatzes bei Nurallao auf Sardinien. Keines der vier Besatzungsmitglieder überlebte.[54]
- Am 20. September 1985 stürzte ein Jagdbomber des Typs MiG-27K des 19. Gardejagdbombenfliegerregiment als Teil der GSSD in der DDR, stationiert in Lärz bei einem Übungsflug, westlich von Stralsund im Waldgebiet des Karniner Holz ab. Dabei kam der Pilot ums Leben.[55]
- Am 3. Oktober 1985 stürzte ein F-104G Starfighter des Jagdbombergeschwaders 34 der Luftwaffe (23+32) in Frankreich ab. Bei einem Luft-Boden-Einsatz auf dem Truppenübungsplatz Suippes ereignete sich ein Strömungsabriss im Verdichter mit anschließendem Triebwerksausfall. Der Pilot rettete sich mit dem Schleudersitz und wurde dabei verletzt.[56]
- Am 23. Oktober 1985 touchierte eine Alouette III der Schweizer Luftwaffe bei Rothenthurm Schweiz Bäume und stürzte ab, wobei drei von vier Personen an Bord umkamen.[57]
- (T) Am 15. November 1985 stürzte eine Convair CV-580/VC-131H Samaritan der United States Navy (US Navy) (Bu 542817) kurz nach dem Abheben vom Dothan Regional Airport (Alabama, USA) ab. Mit der Maschine wurde ein Testflug nach Wartungsarbeiten durchgeführt, wobei die Höhenruder blockierten und das Flugzeug unsteuerbar wurde. Alle 3 Besatzungsmitglieder, die einzigen Insassen, wurden getötet.[58]
- (T) Am 21. November 1985 flog eine Lockheed C-130H-MP Hercules der indonesischen Luftstreitkräfte (TNI-AU A-1322) gegen den Vulkan Sibajak (Sumatra, Indonesien). Alle 11 Insassen wurden getötet.[59]

### 1986
- Am 3. März 1986 wurde ein doppelsitziger TF-104G Starfighter des Jagdbombergeschwaders 34 der Luftwaffe (Luftfahrzeugkennzeichen 28+10) im Landeanflug auf den Militärflugplatz Decimomannu wegen eines Triebwerkbrandes aufgegeben und stürzte ab. Pilot und Passagier retteten sich mit dem Schleudersitz.[60]
- (T) Am 1. Mai 1986 kam es an einer Douglas DC-6 der Luftstreitkräfte von El Salvador (FAS 302) unmittelbar nach dem Start vom Militärflugplatz Ilopango (El Salvador) zu einem Triebwerksbrand. Das Flugzeug stürzte 2,4 Kilometer nördlich des Flugplatzes auf einen Hügel und ging in Flammen auf. Alle 37 Insassen, vier Besatzungsmitglieder und 33 Passagiere, kamen ums Leben.[61]
- (T) Am 24. Mai 1986 wurde eine Douglas DC-3/C-47A-5-DK der Luftstreitkräfte Madagaskars (5R-MMC) in der Nähe von Ampanoizankova (Madagaskar) bei schlechtem Wetter in eine Bergflanke geflogen. Die Maschine war auf dem Weg vom Flughafen Antananarivo zum 110 Kilometer entfernten Antsirabe. Durch diesen CFIT (Controlled flight into terrain) wurden alle 13 Insassen getötet.[62]
- (T) Am 14. Juni 1986 wurde eine de Havilland Canada DHC-6-300 Twin Otter der Royal Canadian Air Force (CAF 13807) 74 Kilometer westlich von Calgary (Kanada) in einer Höhe von 1800 Metern gegen den Cox Hill geflogen. Die Besatzung war auf der Suche nach einer seit dem 6. Juni vermissten Cessna 182R Skylane. Bei diesem CFIT (Controlled flight into terrain) wurden alle 8 Insassen getötet, drei Besatzungsmitglieder und 5 Beobachter.[63]
- (T) Am 30. Juni 1986 verunglückte eine Douglas DC-3/C-47B-1-DL der türkischen Luftstreitkräfte (TAF 43-16395) auf einem Testflug nahe dem Flughafen Kayseri (Türkei). Das Flugzeug wurde zerstört. Alle vier Besatzungsmitglieder überlebten den Unfall.[64]
- (T) Am 10. Juli 1986 verunglückte eine Douglas DC-3/C-47A-30-DL der Luftstreitkräfte von Zimbabwe (ZAF 7312) beim Start vom Flughafen Chimoio (Mosambik). Von den 22 Insassen kamen 17 ums Leben.[65]
- Am 21. Oktober 1986 stürzte ein Tornado der Bundesluftwaffe (Kennzeichen 44+47) bei einem missglückten Luft-Boden-Angriff während einer Übung auf der Otterburn Range in England ab. Beide Besatzungsmitglieder wurden dabei getötet. Bereits 1983 war ein Starfighter der niederländischen Luftwaffe beim Angriff auf dasselbe Bodenziel abgestürzt. Beide Unfälle wurden von Kameras aufgezeichnet, die im Übungsgelände installiert sind.[66]

### 1987
- Am 30. März 1987 verlor der Pilot eines Kampfflugzeug des Typs Panavia Tornado GR.1 (Luftfahrzeugkennzeichen ZD894) der britischen RAF kurz nach dem Start vom Flugplatz Brüggen gegen 9:00 Uhr morgens die Kontrolle über das Flugzeug. Die Maschine stürzte anschließend auf ein Feld der niederrheinischen Gemeinde Hünxe (Kreis Wesel, Nordrhein-Westfalen), unweit der ehemaligen Erdölraffinerie Bucholtwelmen. Beide Piloten konnten sich mit dem Schleudersitz retten, wobei der Navigator eine Armfraktur erlitt. Im Rahmen der Flugunfalluntersuchung[67] wurde als Absturzursache eine defekte Anlenkung des rechten Höhenruders (Taileron) festgestellt. Die durch den Absturz verursachten finanziellen Schäden an benachbarten Gebäuden und Verunreinigungen Absturzstelle u. a. mit Kerosin, wurden auf ca. 300.000 britische Pfund geschätzt.
- (A) Am 24. März 1987 kollidierten zwei F-4F Phantom II der Luftwaffe (38+15, 37+27) bei einer Luftkampfübung in der Nähe von Bremerhaven. Beide Flugzeuge stürzten auf Felder in der Nähe der Ortschaft Langen. Die Besatzung der 38+15 wurde getötet, die andere Besatzung konnte sich mit dem Schleudersitz retten (siehe auch Flugzeugkollision bei Bremerhaven (1987)).[68][69][70]
- Am 4. Mai 1987 gegen 11.00 Uhr stürzte eine CF-18 Hornet der kanadischen Streitkräfte bei einem Testflug nach einer Instandsetzungsmaßnahme auf der Gemarkung Renchen (Baden-Württemberg) ab. Die beiden Piloten der zur 439. Staffel in Baden-Söllingen gehörigen Maschine konnten sich mit dem Schleudersitz retten und landeten nördlich von Urloffen. Die Hornet schlug in Renchen zwischen zwei Häusern auf. Personenschäden waren keine zu beklagen, lediglich Flurschaden und Gebäudeschaden, da einer der beiden Schleudersitze das Dach eines Wohnhauses durchschlagen hatte.[71]
- (T) Am 26. Mai 1987 brach an einer Hawker Siddeley HS 748-314 2A LFD der Luftstreitkräfte Tansanias (JW9008) bei der Landung auf dem Flughafen Lake Manyara (Tansania) das Bugfahrwerk zusammen. Das Flugzeug wurde irreparabel beschädigt. Alle Insassen überlebten den Unfall.[52][72]
- (T) Am 28. Mai 1987 stürzte eine Douglas DC-3/C-47 der Luftstreitkräfte Guatemalas (Kennzeichen: FAG unbekannt) kurz nach dem Start vom Flughafen Flores-Santa Elena (Guatemala) an der Küste der Laguna de Peten ab. Alle 12 Insassen, fünf Besatzungsmitglieder und 7 Passagiere, kamen ums Leben.[73]
- (T) Im Juni 1987 wurde eine Douglas DC-3/C-47B der Griechischen Luftstreitkräfte (KK181) bei einem Rollunfall auf dem Militärflugplatz Thessaloniki-Sedes irreparabel beschädigt. Das rechte Hauptfahrwerk war während des Rollens zusammengebrochen, woraufhin die Tragfläche den Boden berührte. Alle Insassen überlebten.[74]
- (T) Am 23. Juni 1987 überrollte eine Hawker Siddeley HS 748-285 2A LFD TAME Ecuador (HC-BAZ) auf dem Flughafen Lago Agrio (Nueva Loja, Argentinien) nach einem elektrischen Ausfall mit eingefahrenen Landeklappen das Landebahnende. Das Flugzeug wurde irreparabel beschädigt, jedoch nach einer Restaurierung im Luftwaffenmuseum Quito ausgestellt. Alle Insassen, einschließlich der 38 Passagiere, überlebten den Unfall.[75]
- Am 25. September 1987 wurde eine Douglas DC-3/C-47A-75-DL der türkischen Luftstreitkräfte (TAF 12-036) am Militärflugplatz Ankara-Etimesgut (Türkei) laut „Flight International“ irreparabel beschädigt. Nähere Einzelheiten sind nicht verfügbar. Es gab keine Todesfälle.[76]
- Am 20. Oktober 1987 versuchte der Pilot einer Corsair II der US Air Force nach einem Triebwerksausfall eine Notlandung auf dem Flughafen Indianapolis (Indiana, USA). Das Landemanöver misslang, der Pilot rettete sich mit dem Schleudersitz, die führerlose Maschine stürzte in ein Hotel. Neun Hotelangestellte kamen ums Leben, ein Hotelgast erlag später seinen Verletzungen.[77]

### 1988
- Am 31. März 1988 stürzte in Forst (Baden) ein F-16C-Jagdbomber der US-Luftwaffe bei einer Tiefflugübung in ein Wohngebiet. Dabei starben der Pilot und ein 62-jähriger Anwohner.[78][79]
- (T) Am 6. Mai 1988, dem Vortag der ILA auf dem Flughafen Hannover-Langenhagen, starben drei der vier Besatzungsmitglieder eines Boeing-Vertol CH-47C Chinook-Transporthubschraubers der britischen Royal Air Force, der beim Rollen mit einem der beiden Rotoren eine Fluggastbrücke (Finger) rammte und in Brand geriet.[80]
- Am 10. Mai 1988 schlug der Tornado GR1 ZD 808 aus dem No. 17 Squadron der Royal Air Force auf dem Boden nahe Hekese bei Berge im Landkreis Osnabrück auf, Grund war ein Flugmanöver in zu geringer Flughöhe. Der Pilot und der Waffensystemoffizier des auf dem Flugplatz RAF Brüggen beheimateten Flugzeugs kamen dabei ums Leben.[81]
- (T) Am 17. August 1988 stürzte eine Lockheed C-130B Hercules der pakistanischen Luftstreitkräfte mit dem Kennzeichen 23494 kurz nach dem Start bei Bahawalpur ab. Alle 30 Insassen starben, darunter der pakistanische Staatspräsident Mohammed Zia-ul-Haq, der US-Botschafter, ein US-General und 17 hochrangige pakistanische Militärangehörige. Die Ursache ist nicht eindeutig geklärt, es wird technisches Versagen oder Sabotage angenommen.[82]
- (A) Am 28. August 1988 stießen 3 Aermacchi MB-339 der italienischen Kunstflugstaffel Frecce Tricolori bei einer Flugschau auf dem Stützpunkt Ramstein zusammen und stürzten in die Zuschauermenge. Von den ca. 350.000 Zuschauern kamen 71 ums Leben, ca. 450 Zuschauer wurden z. T. schwerst verletzt (siehe auch Flugtagunglück von Ramstein).
- Am 7. September 1988 stürzte im Bad Wildbader Ortsteil Calmbach, Deutschland ein Angriffsflugzeug des Typs SEPECAT Jaguar der Royal Air Force ab. Ursache war das Streifen einer Hochspannungsleitung. Der Pilot starb, der Copilot konnte sich per Schleudersitz retten. Wenige hundert Meter entfernt fanden zu diesem Zeitpunkt Bundesjugendspiele statt.[83]
- Am 14. Oktober 1988 stürzte eine MiG-21U des 1. Flugschulregiments Přerov (Tschechien) (CzAF 2418) bei Buková aus 2500 m Höhe in einen Wald östlich der Skalky; dabei starben die beiden Besatzungsmitglieder. Die Unfallursache konnte nicht abschließend geklärt werden.[84]
- (A) Am 8. Dezember 1988 stürzte ein Kampfjet des Typs A-10 Thunderbolt II der US-Luftwaffe in ein Wohngebiet im Remscheider Stadtteil Hasten (siehe auch Flugzeugabsturz in Remscheid).
- (T) Am 14. November 1988 fing eine Transall C-160D der türkischen Luftstreitkräfte (TAF 69-030) auf dem Vorfeld des Luftwaffenstützpunkts Kayseri-Erkilet (Türkei) Feuer und brannte vollständig aus. Über Personenschäden ist nichts bekannt, es gab jedoch keine Todesfälle.[85]

### 1989
- Am 13. Januar 1989 kollidierten ein Tornado der Royal Air Force (ZD891) und ein Luftfahrzeug einer Formation von vier Alpha Jet der Luftwaffe im Tiefflug bei Wiesmoor. Der Tornado und der mit diesem kollidierte Alpha Jet (40+87) stürzten auf unbebautes Gebiet. Die Besatzung des Tornado wurde getötet, der Pilot des Alpha Jet konnte sich verletzt mit dem Schleudersitz retten. Ein zweiter Alpha Jet landete mit Beschädigungen auf dem nächstgelegenen Militärflugplatz.[86][87][88]

- Am 26. April 1989 platzte bei einer TF-104G Starfighter der Wehrtechnischen Dienststelle für Luftfahrzeuge und Luftfahrtgerät der Bundeswehr (Luftfahrzeugkennzeichen 28+01) bei einem Touch-and-Go auf dem Fliegerhorst Ingolstadt/Manching ein Reifen und das Luftfahrzeug driftete von der Landebahn. Beide Piloten retteten sich mit ihren Schleudersitzen, wurden dabei jedoch schwer verletzt. Auf Grund des hohen Zerstörungsgrades wurde das Luftfahrzeug als Totalverlust abgeschrieben.[25]

- (T) Am 8. Mai 1989 wurde eine als Trainingsflugzeug genutzte Handley Page Jetstream der britischen Marineluftwaffe XX489 bei einer Flugvorführung in einen Strömungsabriss geflogen und stürzte bei Portland Harbour (England) ab. Beide Piloten wurden getötet.[89]

- (A) Am 4. Juli 1989 durchquerte eine führerlose Mikojan-Gurewitsch MiG-23 der sowjetischen Luftstreitkräfte den Luftraum der DDR, überflog danach von NATO Abfangjägern begleitet den Norden der Bundesrepublik Deutschland und die Niederlande. Nach Verbrauch des Kraftstoffs stürzte sie kurz vor der französisch-belgischen Grenze bei Kortrijk in ein Bauernhaus. Dabei kam ein Bewohner ums Leben. Der Pilot hatte sich schon kurz nach dem Start vom Militärflugplatz Kolberg in Polen wegen Triebwerksproblemen aus dem Flugzeug katapultiert. Er blieb unverletzt.[90] (siehe auch Absturz einer führerlosen MiG-23 über Belgien)

- (T) Am 22. Juli 1989 stürzte ein Sikorsky UH-60 Blackhawk der 1st Cavalry Division bei Fort Irwin (Barstow, Kalifornien) in der Wüste um 4 Uhr Ortszeit, kurz vor Sonnenaufgang ab. Sechs Personen starben. Als Unfallursache wird ein Problem mit der Nachtsichtflugausrüstung vermutet.[91]

- Am 7. November 1989 gab der Pilot einer Fiat G.91Y der italienischen Luftwaffe (MM6464) nach einem durch Vogelschlag verursachten Triebwerksbrand das Flugzeug auf und rettete sich mit dem Schleudersitz. Die Maschine stürzte in der Nähe von Maglie ab und wurde zerstört.[92]

### 1990
- Am 4. Januar 1990 wurde eine Fiat G.91T1 der italienischen Luftwaffe (Luftfahrzeugkennzeichen MM unbekannt) bei einem Flugunfall kurz nach dem Start vom Militärflugplatz Amendola nahe der Stadt Foggia zerstört. Der Pilot, ein Flugschüler auf einem Alleinflug, kam dabei ums Leben.[93][94]

- (T) Am 27. Januar 1990 verunglückte eine Nord 262C-66 der Force Aérienne Congolaise (TN-230) in schlechtem Wetter bei Kinkala (Republik Kongo). Alle 28 Insassen, die fünf Besatzungsmitglieder und 23 Passagiere, kamen ums Leben.[95]

- Am 13. März 1990 kam es an einem Alpha Jet der Luftwaffe (41+60) über der Nordsee   zu einem Vogelschlag. Die Maschine stürzte beim Versuch einer Notlandung nördlich des Flugplatzes Jever (Niedersachsen) ab. Der Pilot konnte sich mit dem Fallschirm in Sicherheit bringen.[96]

- Am 21. März 1990 fiel bei einer Fiat G.91R/1B der italienischen Luftwaffe (MM6394) kurz nach dem Start vom Flughafen Treviso das Triebwerk aus. Das Flugzeug stürzte ab und wurde zerstört. Zwar aktivierte der Pilot den Schleudersitz, überlebte den Unfall jedoch nicht, weil sich der Fallschirm nicht öffnete. Dies ist der letzte bekannt gewordenen Totalverlust einer Fiat G.91 und zugleich auch der letzte mit tödlichem Ausgang.[97]

- Am 17. April 1990 kollidierten zwei kanadische Militärmaschinen des Typs McDonnell Douglas F/A-18 über dem Stadtgebiet von Karlsruhe (Deutschland). Dabei starb ein Pilot, dessen Fallschirm sich nicht geöffnet hatte. Es gab zwei Verletzte.[98][99]

- (T) Am 11. Mai 1990 wurde eine C-160 Transall der deutschen Luftwaffe (50+39) bei Lohr am Main (Bayern) im Tiefflug bei schlechtem Wetter ins Gelände geflogen. Durch diesen CFIT (Controlled flight into terrain) wurden alle 10 Insassen getötet.[100]

- (A) Am 26. Juli 1990 kollidierten zwei F-4E Phantom II der United States Air Force (USAF) (67-0266, 75-0630) bei Furnace Creek (Kalifornien) über dem Tal des Todes im US-amerikanischen Bundesstaat Kalifornien. Dabei starben ein deutscher Pilot und ein amerikanischer Fluglehrer in der 67-0266, die anderen beiden überlebten (siehe auch Flugzeugkollision über dem Tal des Todes).[101][102][103]

- (T) Am 10. August 1990 verunglückte eine Antonow An-12 der afghanischen Luftwaffe kurz nach dem Start bei Shindand, im Westen Afghanistans. Alle 83 Insassen starben.

- (T) Am 29. August 1990 stürzte ein Militärtransporter des Typs Lockheed C-5A Galaxy der US Air Force unmittelbar nach dem Start von der Ramstein Air Base (Deutschland) ab. Es starben 13 der 17 Besatzungsmitglieder.

- (T) Am 29. November 1990 wurde die Nord 262C-62 der Luftstreitkräfte Gabuns mit dem Kennzeichen TR-KJB und der Werknummer 90 bei einem Zwischenfall bei Libreville irreparabel zerstört. Die Art des Unfalles und ob Menschen zu Schaden kamen, ist nicht bekannt.[104]

- Am 6. Dezember 1990 stürzte eine Aermacchi MB-326 der italienischen Luftwaffe in eine Schule in Casalecchio di Reno bei Bologna; zwölf Schüler starben, Dutzende wurden schwer verletzt. Der Pilot konnte sich mit dem Schleudersitz retten.[105]

### 1991
- (T) Am 10. Januar 1991 flog eine CASA C-212 Aviocar 200 der venezolanischen Marine (Luftfahrzeugkennzeichen ARV-0209) nahe dem Flughafen Alberto Carnevalli (Venezuela) gegen einen Berg. Von den drei Crewmitgliedern und 20 Passagieren kamen alle Crewmitglieder und 19 Passagiere um.[106]
- (T) Am 31. Januar 1991 wurde eine Lockheed AC-130H Hercules der US Air Force (69-6567) während des Unternehmens Desert Storm nahe Ras Al Khafji (Saudi-Arabien) durch eine Luftabwehrrakete abgeschossen. Alle 14 Besatzungsmitglieder wurden getötet.[107]
- (T) Am 5. Februar 1991 wurde eine Lockheed C-130H Hercules der griechischen Luftwaffe (GrAF 748) in das Othrys-Gebirge (Griechenland) geflogen, 24 Kilometer westsüdwestlich des Flughafens Volos-Nea Anchialos. Alle 63 Insassen, 5 Besatzungsmitglieder und 58 Passagiere, wurden bei diesem CFIT (Controlled flight into terrain) getötet.[108]
- (T) Am 7. Februar 1991 ließ sich an einer Hawker Siddeley HS 748-314 2A der Luftstreitkräfte Tansanias (JW9010) nach dem Start vom Flughafen Daressalam (Tansania) das Fahrwerk nicht einfahren. Die Piloten kehrten zurück; es wurden Reparaturen durchgeführt. Danach wurde ein Testflug durchgeführt. Dieses Mal ließ sich das Fahrwerk nicht wieder ausfahren, so dass eine Bauchlandung stattfand. Dabei wurde das Flugzeug irreparabel beschädigt. Beide Piloten, die einzigen Insassen, überlebten den Unfall. Damit wurde auch die dritte und letzte HS 748 des Betreibers zerstört.[109]
- (T) Am 14. Februar 1991 wurde eine de Havilland Canada DHC-6-300 Twin Otter der ecuadorianischen Luftstreitkräfte (FAE 447) 34 Kilometer von Taisha (Ecuador) entfernt gegen den Berg Paso Macuna geflogen. Das Flugzeug wurde für den Transport von Zivilisten zwischen abgelegenen Dschungelsiedlungen eingesetzt, wahrscheinlich im Auftrag der Mission Aviation Fellowship. Bei diesem CFIT (Controlled flight into terrain) wurden alle 22 Insassen getötet, ein Besatzungsmitglied und 21 Passagiere.[110]
- (T) Am 21. März 1991 verunglückte eine Lockheed C-130 der Königlich Saudischen Luftwaffe bei der Landung in Al Mishab (Saudi-Arabien), wobei 98 von 101 Menschen an Bord umkamen.
- (T) Am 25. März 1991 stieg eine Hindustan Aeronautics HAL 748 der Indischen Luftstreitkräfte (IAF H-1513) beim Start von der Luftwaffenbasis Yelahanka kaum und erreichte nur eine Höhe von 50 Metern. Sie kollidierte mit einer Steinmauer, stürzte ab und fing Feuer. Alle 28 Insassen, 3 Besatzungsmitglieder und 25 Passagiere, kamen ums Leben.[111]
- (T) Am 15. August 1991 prallte eine Antonow An-26 der sowjetischen Luftwaffe bei Petrel (Russland) auf einen Berg. Es gab 9 Tote. Der Fluglotse hatte der Maschine nach dem Start eine falsche Flugrichtung vorgegeben.[112]
- (T) Am 22. August 1991 stürzte eine Aeritalia G.222TCM (MM62128) der italienischen Luftwaffe während eines Übungsfluges bei Minturno ab. Die vier Besatzungsmitglieder starben.[113]
- (T) Am 5. Oktober 1991 geriet an einer Lockheed C-130H Hercules der indonesischen Luftstreitkräfte (TNI-AU A-1324) kurz nach dem Start vom Flughafen Jakarta-Halim (Indonesien) ein Triebwerk in Brand. Offenbar ging die Kontrolle über das Flugzeug verloren, und es stürzte in ein Ausbildungszentrum 3 Kilometer südlich des Flughafens. Von den 134 Insassen kamen 133 ums Leben, alle 12 Besatzungsmitglieder und 121 Passagiere, außerdem wurden 2 Personen am Boden getötet. Dies war der drittschwerste Unfall einer Hercules, gemessen an der Anzahl der Todesopfer.[114]
- Am 22. Oktober 1991 starb der Pilot einer Alouette III, als er in Dübendorf (Schweiz) mit seinem Hubschrauber startete, während die Verstellung des Heckrotors noch arretiert war. Das Startverfahren der Luftwaffe verlangt eigentlich ein kurzes Schweben, bei dem dies bemerkt werden könnte.[18]
- (T) Am 29. Oktober 1991 stürzte eine Boeing 707-368C der Royal Australian Air Force (A20-103) nach einem missglückten Kunstflugmanöver in den Pazifischen Ozean. Die fünfköpfige Besatzung kam dabei ums Leben. Der Kapitän hatte versucht, einen asymmetrischen Flugzustand zu simulieren und verlor daraufhin die Kontrolle über die Maschine.[115]
- (T) Am 27. Dezember 1991 wurde eine Douglas DC-3/C-47B der Griechischen Luftstreitkräfte (KK171) bei einem Startunfall auf dem Flughafen Dekelia irreparabel beschädigt. Ein Besatzungsmitglied kam ums Leben, die anderen drei sowie beide Passagiere überlebten.[116][117]

### 1992
- (T) Am 8. Januar wurde eine Aeritalia G.222TCM (Luftfahrzeugkennzeichen MM62116) der italienischen Luftwaffe auf dem Weg von Pisa nach Bologna nördlich von Prato in den Monte Javello geflogen. Die drei Besatzungsmitglieder kamen ums Leben.[118]
- (T) Am 25. Februar 1992 kam es mit einer CASA CN-235 des Ejército de Chile (E-217) bei der Landung auf dem schneebedeckten Flugplatz Teniente Rodolfo Marsh Martin (Antarktis) zu einem Ringelpiez. Das Flugzeug wurde irreparabel beschädigt. Alle 11 Insassen, Besatzungsmitglieder und Passagiere, überlebten den Unfall.[119]
- (T) Am 26. April 1992 kamen beim Absturz einer Fokker F-27 der iranischen Luftwaffe nahe Saveh (Iran) alle 39 Insassen um.
- (T) Am 17. Juli 1992 stürzte eine Antonow An-12 der jemenitischen Luftwaffe beim Landeanflug auf Sana’a (Jemen) ab, wobei alle 57 Insassen ums Leben kamen.
- (T) Am 3. September wurde eine Aeritalia G.222TCM (MM62113) der italienischen Luftwaffe auf dem Weg von Split nach Sarajevo rund 35 Kilometer westlich des Zielflughafens mit Stinger-Raketen beschossen und stürzte ab. Alle vier Besatzungsmitglieder wurden getötet.[120]
- (A) (T) Am 26. September 1992 stürzte eine Lockheed C-130H Hercules der Nigerianischen Luftwaffe (NAF911) kurz nach dem Start in einen Sumpf mit Mangrovenbäumen. Unmittelbar nach dem Abheben war das Triebwerk 2 ausgefallen, kurz darauf gefolgt von einem zweiten. Die Piloten wollten in einem Kanal notwassern, es kam jedoch zu einem dritten Triebwerksausfall. Das Flugzeug stürzte 7 Kilometer westlich des Startflughafens Lagos (Nigeria) senkrecht zu Boden. Die Maschine war auf dem Weg nach Kaduna (Nigeria) und Jos. Alle 159 Insassen, 8 Besatzungsmitglieder und 151 Passagiere, kamen ums Leben; dies ist die amtliche Angabe. Es ist jedoch wahrscheinlich, dass mehr Personen an Bord waren, da keine Ladepapiere erstellt wurden. Weitere Berichte geben 163 Insassen an, andere 174 und sogar 200 Personen, da unter den Toten unidentifizierte Kinder waren ebenso wie militärisches Personal, das quasi „per Anhalter“ unterwegs war. In jedem Fall war dies der – an der Zahl der Todesopfer gemessene – schwerste Unfall einer Lockheed Hercules[121][122][123] (siehe auch C-130-Absturz in Nigeria 1992).

### 1993
- Am 22. April 1993 berührte eine F-4F Phantom II des Jagdgeschwaders 72 „Westfalen“ (JG 72 „W“) der Luftwaffe (Luftfahrzeugkennzeichen 37+51) bei einem Übungsflug am kanadischen Flugplatz Goose Bay in Labrador den Boden (CFIT). Die Besatzung unternahm keinen Rettungsversuch. Für eine Teilnahme an einem Tag der offenen Tür sollte eine Besatzung das durch die zuständige Kommandobehörde genehmigte Flugprogramm üben. Das Programm beinhaltete mit dem Querruder gesteuerte Rollen (englisch aileron rolls). Während des Trainingsfluges leitete der Pilot diese Rollen ein, ohne zuvor einen hinreichend positiven Nickwinkel einzunehmen. Im Verlauf der zweiten Rolle war die Nase der Phantom so weit unter den Horizont gefallen, dass sich die daraus resultierende Sinkrate in der verfügbaren Höhe nicht mehr brechen ließ. Das Luftfahrzeug wurde zerstört, die Besatzung erlitt tödliche Verletzungen.[124][125][126][127]
- (A) (T) Am 27. April 1993 stürzte eine aus Lusaka, Sambia kommende de Havilland Canada DHC-5 Buffalo der sambischen Luftwaffe nach einem Zwischenstopp in Libreville (Gabun) ins Meer, nachdem der linke Motor ausgefallen war. An Bord starb die sambische Fußballnationalmannschaft samt Begleitern (30 Menschen), die auf dem Weg zu einem WM-Qualifikationsspiel in Dakar, Senegal waren (siehe Flugunfall der DHC-5 Buffalo AF-319 der sambischen Luftstreitkräfte).
- (T) Am 27. April 1993 stürzte bei Tashqurgan (Afghanistan) eine Antonow An-32 der afghanischen Luftwaffe mit 76 Menschen ab. Niemand überlebte.[128]
- (T) Am 27. April 1993 stürzte am Finsteraarhorn (Schweiz) eine PC-6 Turbo Porter der Schweizer Luftwaffe wegen Turbulenzen bei starkem Föhn ab. Drei Menschen kamen dabei um.[19]

### 1994

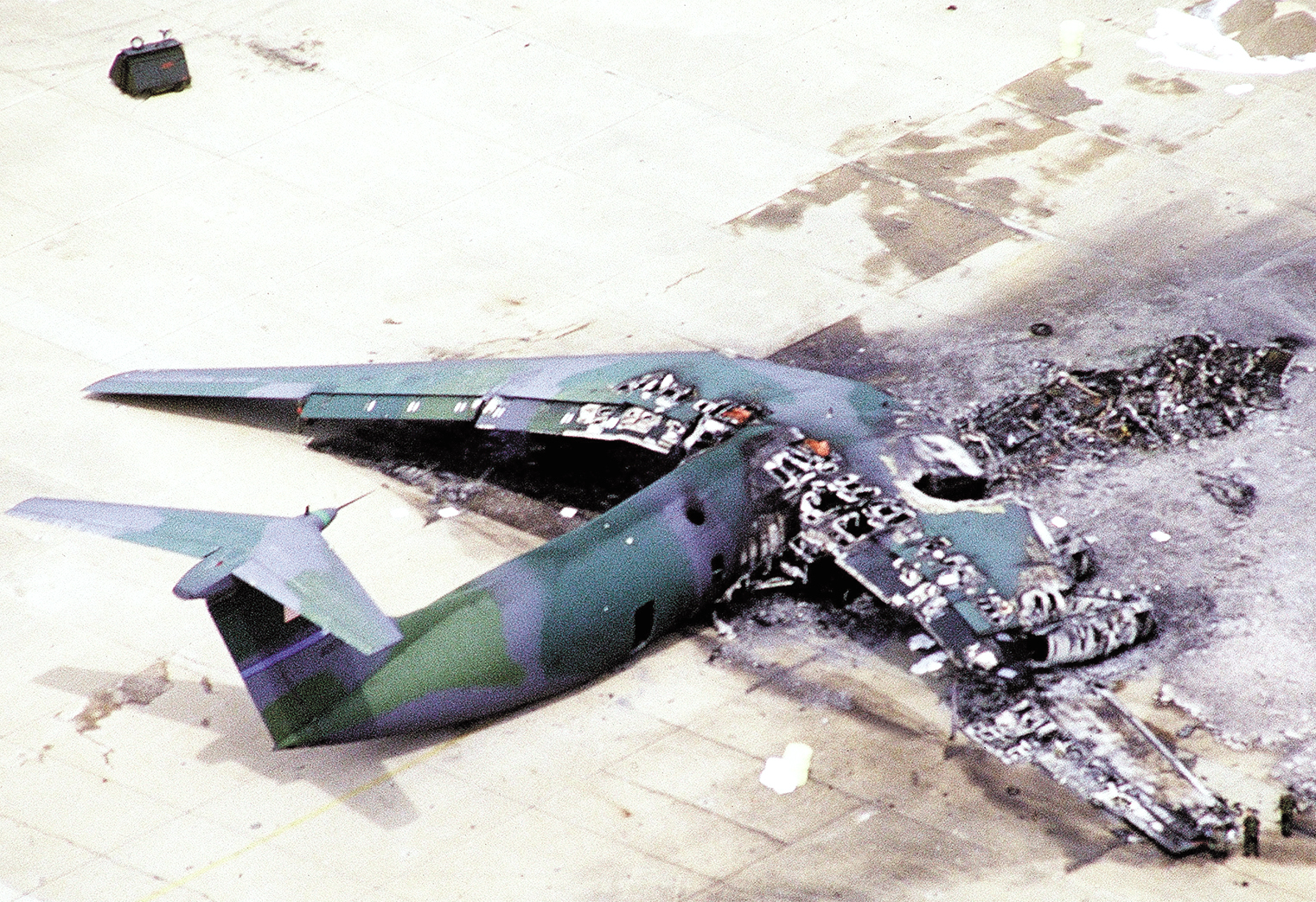
Das Wrack der Lockheed C-141 Starlifter einen Tag nach dem Green-Ramp-Unfall

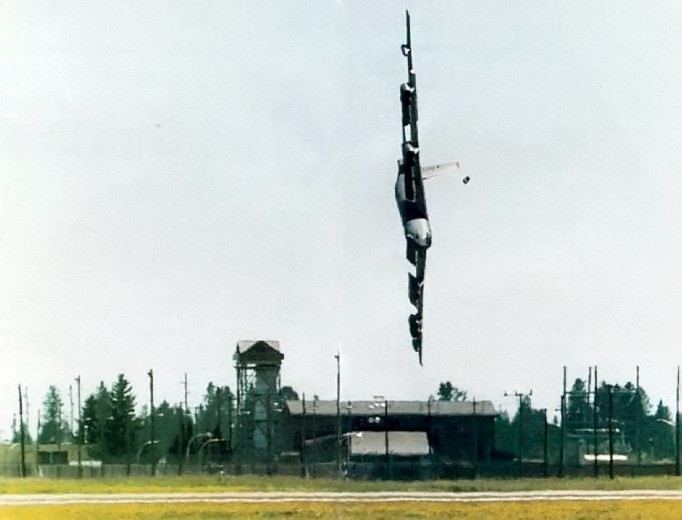
24. Juni 1994: B-52 kurz vor dem Aufschlag

- (T) Am 17. März 1994 wurde eine Lockheed C-130H Hercules der iranischen Luftwaffe (Luftfahrzeugkennzeichen IrAF 5-8521) 3 Kilometer nördlich von Stepanakert (Bergkarabach, Armenien) höchstwahrscheinlich abgeschossen. Alle 32 Insassen, 13 Besatzungsmitglieder und 19 Passagiere, wurden getötet.[129]
- (A) (T) Am 23. März 1994 kam es auf der Pope Air Force Base (North Carolina, USA) zu einer Kollision einer General Dynamics F-16 mit einer Lockheed C-130 Hercules beim Landeanflug. Während die Hercules sicher landen und sich der Pilot der F-16 mit dem Schleudersitz retten konnte, stürzte seine Maschine auf das Flugfeld, fing Feuer und schleuderte in eine Gruppe Fallschirmspringer und ihre vollgetankte Lockheed C-141 Starlifter, die ebenfalls in Brand geriet. Dabei starben 24 Soldaten, über 100 wurden verletzt. (siehe auch Green-Ramp-Unglück)
- (T) Am 6. April 1994 wurde eine de Havilland Canada DHC-6-300 Twin Otter der ecuadorianischen Luftstreitkräfte (FAE450) in einer Höhe von 13.400 Fuß (4.084 Metern) gegen den wolkenverhüllten Berg Loma Lozán (Ecuador) geflogen. Die nicht druckbelüftete Maschine befand sich im Steigflug auf eine Höhe von 15.500 Fuß, 5.500 Fuß über ihrer zulässigen Maximalflughöhe ohne Sauerstoffversorgung. Durch diesen CFIT (Controlled flight into terrain) wurden alle 17 Insassen getötet, drei Besatzungsmitglieder und 14 Passagiere.[130]
- (T) Am 2. Juni 1994 prallte ein Hubschrauber des Typs Boeing CH-47C Chinook der britischen Royal Air Force (RAF) (ZD576) kurz nach 18.00 Uhr Ortszeit bei dichtem Nebel an der schottischen Steilküste gegen eine Bergkuppe am Mull of Kintyre (Schottland, Großbritannien) und explodierte.[131] Bei diesem CFIT (Controlled flight into terrain) wurden alle 29 Insassen getötet, vier Besatzungsmitglieder und 25 Passagiere. Die Chinook kam von Belfast-Aldergrove (Nordirland), das Flugziel war Fort George bei Inverness.[132] Ein zunächst einseitiges Zuschieben der Verantwortung auf die beiden Piloten (hohe Geschwindigkeit und geringe Flughöhe bei Nebel) wurde von Verteidigungsminister John Hutton am 8. Dezember 2008 öffentlich bekräftigt.[133]
- (A) Am 24. Juni 1994 stürzte ein B-52-Bomber auf der Fairchild Air Force Base (Washington, USA) beim Training für eine Flugschau auf dem Militärflugplatz Fairchild aufgrund eines riskanten Manövers des Kommandanten ab. Alle vier Besatzungsmitglieder starben (siehe auch B-52-Absturz auf der Fairchild Air Force Base).
- (T) Am 4. August 1994 verunglückte eine Antonow An-12 der russischen Luftstreitkräfte in Bada (Russland) bei der Landung mit 47 Personen.
- (T) Am 1. August 1994 wurde eine Douglas DC-3/C-47A-30-DK der türkischen Luftstreitkräfte (TAF 1-041) beim Start auf dem Militärflugplatz Eskisehir (Türkei) irreparabel beschädigt. Alle drei Besatzungsmitglieder überlebten den Unfall. Dies war der zur Zeit (Januar 2025) letzte bekannte Totalschaden einer DC-3 der  türkischen Luftstreitkräfte.[134]

### 1995
- (T) Am 28. April 1995 fiel an einer nach Colombo gestarteten Hawker Siddeley HS 748 der Luftstreitkräfte Sri Lankas (Luftfahrzeugkennzeichen 4R-HVB) nach dem Abheben vom Flughafen Jaffna (Sri Lanka) das rechte Triebwerk aus. Im Endanflug brach 200 Meter vor der Landebahn die rechte Tragfläche ab, woraufhin die Maschine abstürzte. Dabei wurden alle 45 Menschen an Bord getötet. Nach Berichten wurde das Flugzeug mit einer 9K32 Strela-2-Boden-Luft-Rakete der tamilischen Separatisten Tamil Tigers abgeschossen.[135]
- (T) Am 29. April 1995 wurde eine zweite Hawker-Siddeley HS 748 der Helitours, betrieben für die Luftstreitkräfte Sri Lankas, die vom Flughafen Anuradhapura zum Flughafen Jaffna unterwegs war, während des Landeanflugs in etwa 1000 Meter Flughöhe ebenfalls von einer Boden-Luft-Rakete der Tamil Tigers getroffen. Alle 52 Insassen wurden getötet. Dies war der folgenreichste Verlust einer HS 748, gemessen an der Anzahl der Todesopfer.[136]
- (T) Am 7. Juni 1995 stürzte eine der beiden Let L-410 der lettischen Luftstreitkräfte (146) nahe Lielvārde ab, die ehemalige 325 der NVA bzw. 53+06 der Luftwaffe. Beim missglückten Fliegen einer verbotenen Fassrolle in 200 Meter Höhe kam die zweiköpfige Besatzung ums Leben.[137]
- (T) Am 17. Juni 1995 starben beim Absturz einer CASA 212 der angolanischen Luftwaffe nahe Catumbela, Angola, 48 von 53 Insassen.
- (T) Am 18. Juli 1995 stürzte eine Douglas DC-3/C-47A-80-DL der Luftstreitkräfte Madagaskars (5R-MMG) im Endanflug auf den Flughafen Antananarivo (Madagaskar) kurz vor der Landebahn 11 ab. Alle 36 Insassen, sechs Besatzungsmitglieder und 30 Passagiere, kamen ums Leben.[138]
- Am 25. August 1995 kollidierten zwei Panavia Tornado der Luftwaffe (45+80 & 45+97) bei Memmingen in der Luft und stürzten ab. Beide Besatzungen konnten sich retten.[139]
- (T) Am 12. September 1995 kehrte eine Antonow An-32 der Luftstreitkräfte Sri Lankas wegen Instrumentenproblemen nach Colombo, Sri Lanka, zurück, stürzte aber kurz vor dem Ziel ab. Keiner der 75 Insassen überlebte.
- Am 22. September 1995 gerieten beim Start einer Boeing E-3A Sentry der US Air Force von der Elmendorf Air Force Base (Anchorage, Alaska, USA) Vögel in zwei der vier Triebwerke, woraufhin die Maschine mit allen 24 Menschen an Bord abstürzte. Es gab keine Überlebenden.[140]
- (T) Am 8. November 1995 prallte eine Fokker F-27 der argentinischen Líneas Aéreas del Estado in schlechtem Wetter bei Villa Dolores (Córdoba) gegen einen Berg. Keiner der 53 Insassen überlebte den Unfall.[141]
- (T) Am 22. Oktober 1995 verunglückte eine Transall C-160 der Luftwaffe. Das Flugzeug mit dem Kennzeichen 50+43 des Lufttransportgeschwaders 61 war auf dem Weg in die Vereinigten Staaten von Amerika. In Ponta Delgada auf den Azoren war die Maschine zum Auftanken gelandet, bevor sie nach St. John’s (Neufundland, Kanada) weiterfliegen sollte. Nach einem missglückten Startabbruch aufgrund eines Triebwerksausfalls berührte sie einen Hochspannungsmast und stürzte ins Meer. Alle sieben Besatzungsmitglieder kamen ums Leben.[142]
- (T) Am 22. November 1995 wurde eine Antonow An-32B der Luftstreitkräfte Sri Lankas (CR862) im Landeanflug nahe dem Flughafen Jaffna, Sri Lanka während eines nächtlichen Anfluges ins Meer geflogen. Es handelte sich um einen Controlled flight into water. Der Flugkapitän hatte kurz vor dem Aufprall die Flugsicherung gebeten, die Landebahnbefeuerung einzuschalten. Bei dem Unfall starben alle 62 Insassen der Maschine.[143]

### 1996

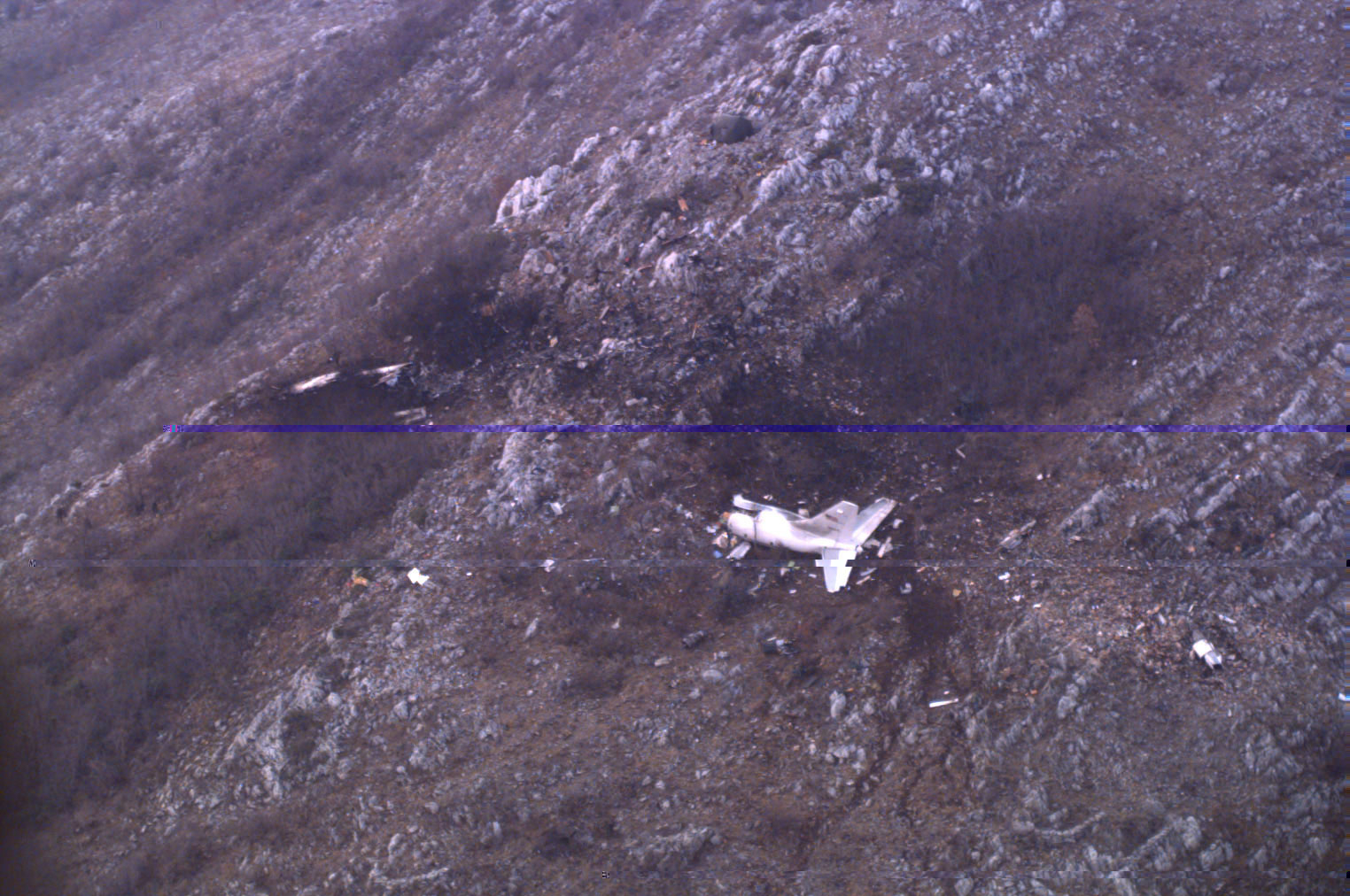
Boeing CT-43A der USAF nahe Dubrovnik am 3. April 1996

- (T) Am 26. Februar 1996 stürzte eine Lockheed C-130H Hercules der sudanesischen Luftstreitkräfte (Kennzeichen unbekannt) nahe Jabal Awliya (Sudan, 40 Kilometer südlich von Khartum) zehn Minuten vor der Landung auf dem Flughafen Khartum brennend ab. Alle 91 Insassen, 5 Besatzungsmitglieder und 86 Passagiere kamen ums Leben.[144]
- (A) (T) Am 3. April 1996 wurde eine Boeing CT-43A (eine Militärversion der Boeing 737-200, Passagierflugzeug der US-Luftwaffe) (Luftfahrzeugkennzeichen 73-1149), beim Anflug auf Dubrovnik (Kroatien) in einen Hügel geflogen. Keiner der 35 Insassen, darunter der amtierende US-Handelsminister Ron Brown, überlebte (siehe auch Flugunfall IFO-21).[145]
- Am 27. Mai 1996 stürzte bei Château d’Oex eine Alouette III der Schweizer Luftwaffe nach der Kollision mit einem Transportkabel ab, wobei der Pilot und drei Passagiere an Bord umkamen.
- (A) Am 6. Juni 1996 kam es zum Absturz eines Bundeswehrhubschraubers des Typs Bell UH-1D auf der Jugendmesse YOU in Dortmund. Dabei starben 13 junge Menschen; eine Person überlebte (siehe auch Flugunfall bei der Jugendmesse YOU 1996 in Dortmund).
- (T) Am 15. Juli 1996 verunglückte eine Lockheed C-130H Hercules der belgischen Luftwaffe (CH-06) bei der Landung auf dem Flughafen Eindhoven (Niederlande). Die Maschine war durch die niederländische Luftwaffe gechartert worden. Nach mehreren Vogelschlägen verloren die linken Triebwerke 1 und 2 an Leistung, die Besatzung stellte jedoch Triebwerk 3 ab. Das Flugzeug stürzte neben der Landebahn ab. Die Feuerwehr des Flughafens Eindhoven bemerkte allerdings erst nach 23 Minuten, dass sich Passagiere in der Kabine befanden. Von den 41 Insassen kamen 34 ums Leben, davon alle 4 Besatzungsmitglieder sowie 30 Passagiere; lediglich 7 Passagiere überlebten.[146]
- (T) Am 27. November 1996 verunglückte eine Iljuschin Il-76MD der russischen Luftstreitkräfte (RA-78804) kurz nach dem Start vom Flughafen Abakan, Russland. Bei dem Unfall kamen alle 23 Insassen ums Leben.[147]
- (T) Am 24. Dezember 1996 stürzte eine Hindustan Aeronautics HAL 748 der Indischen Luftstreitkräfte (IAF H-1032) bei Dubagunta (Indien) ab. Zunächst war der linke Motor abgebrochen und dann die linke Tragfläche. Alle 22 Insassen, 4 Besatzungsmitglieder und 18 Passagiere, kamen ums Leben.[148]

### 1997
- (T) Am 2. Februar 1997 verunglückte eine CASA 212 der angolanischen Luftwaffe (Luftfahrzeugkennzeichen T-400) auf einem Inlandsflug in Angola, wobei alle 37 Insassen starben.
- (T) Am 4. Februar 1997 kam es zu einer Kollision zweier Militär-Hubschrauber in Israel. Alle 73 Menschen an Bord der beiden Maschinen starben.[149]
- (T) Am 13. März 1997 stürzte eine Lockheed C-130 Hercules der iranischen Luftwaffe (Kennzeichen unbekannt) 24 Kilometer vom Zielflughafen Maschhad (Iran) entfernt ab, nachdem die Piloten Triebwerksprobleme gemeldet hatten. Alle 86 Insassen kamen ums Leben.[150]

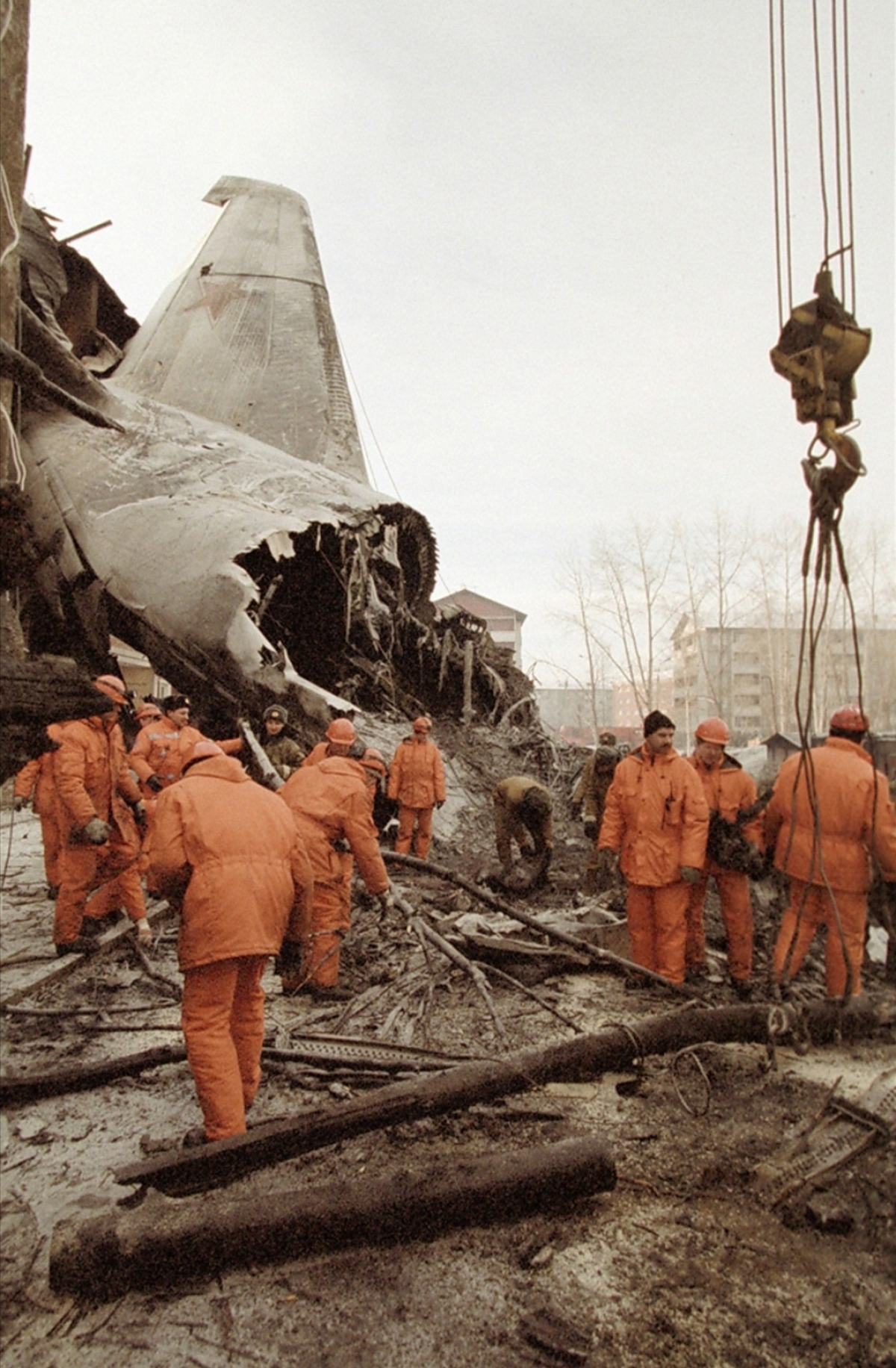
Bergungsarbeiten nach dem Absturz einer Antonow An-124 in Irkutsk am 5. Dezember 1997

- (T) Am 20. März 1997 stürzte die Mirage III RS der Schweizer Luftwaffe mit dem Kennzeichen R-2101 im Gebiet von Sainte-Croix (Schweiz) ab. Der Pilot kam dabei um.[57]
- (T) Am 13. September 1997 kollidierte eine Tupolew Tu-154 der deutschen Luftwaffe (11+02) mit einer Lockheed C-141 Starlifter der US-Luftwaffe (65-9405). über dem Atlantik, rund 120 Kilometer westlich von Namibia. Die deutsche Maschine befand sich in der falschen Flughöhe, was von der Flugkontrolle nicht bemerkt wurde. Alle 24 Menschen an Bord der Tupolew und alle 9 des Starlifters starben.
- (T) Am 12. November 1997 stürzte die PC-6 Turbo Porter der Schweizer Luftwaffe mit dem Kennzeichen V-630 im Simmental (Schweiz) ab. Dabei kamen 5 Menschen um (siehe auch Flugzeugunfall im Simmental).[57]
- (A) (T) Am 5. Dezember 1997 stürzte eine Antonow An-124-Frachtmaschine der russischen Luftstreitkräfte in Irkutsk (Russland) ca. 20 Sekunden nach dem Start wegen des Ausfalls von zwei der vier Triebwerke in ein Wohngebiet. Mehrere Häuser wurden durch das anschließende Feuer zerstört. Alle 23 Menschen an Bord des Flugzeugs und 45 am Boden starben (siehe auch Absturz einer Antonow An-124 in Irkutsk).
- (T) Am 20. Dezember 1997 wurde eine Lockheed C-130H Hercules der griechischen Luftwaffe (GrAF 750) in den Berg Pastra (Griechenland) geflogen. Die Maschine war im Anflug auf den Militärflugplatz Tanagra. Bei diesem CFIT (Controlled flight into terrain) wurden alle 5 Besatzungsmitglieder getötet.[151]

### 1998
- Am 20. Januar 1998 stürzte ein Panavia Tornado der Deutschen Marine (Luftfahrzeugkennzeichen 45+26) westlich von Borkum ins Wattenmeer. Beide Insassen blieben vermisst.[152]
- (A) Am 3. Februar 1998 durchtrennte ein US-Aufklärungsjet des Typs EA-6B Prowler im Tiefflug das Tragseil einer Kabinenseilbahn im Wintersportort Cavalese (Italien) – die Gondel stürzte 100 Meter in die Tiefe, alle 20 Insassen starben. Der Pilot konnte das fast unbeschädigte Flugzeug auf seinem Stützpunkt in Aviano landen. Warum sich das Flugzeug im Tiefflug befand, ist unbekannt (siehe auch Seilbahnunfall von Cavalese).
- Am 3. Februar 1998 stürzte ein Panavia Tornado der Luftwaffe (44+82) Lippstadt in der Nähe einer Wohnsiedlung ab. Es gab keine Todesopfer.[153]
- (T) Am 9. Februar 1998 überrollte eine Hawker Siddeley HS 748-281 2A LFD der brasilianischen Força Aérea Brasileira (FAB 2509) bei der Landung auf dem Flughafen Navegantes (Brasilien) das Landebahnende und wurde irreparabel beschädigt. Alle 25 Insassen, sieben Besatzungsmitglieder und 18 Passagiere, überlebten den Unfall.[154]
- (T) Am 12. Februar 1998 schoss eine Antonow An-26 der sudanesischen Luftwaffe bei der Landung in Nasir (Sudan) über die Bahn hinaus und rutschte in einen Fluss. Von den 57 Insassen starben 26, darunter ein Vizepräsident des Sudan und weitere Regierungsmitglieder.
- Am 17. Februar 1998 kollidierte ein voll funktionsfähiger französischer Eurocopter Tiger (F-ZWWU) während eines Nachtfluges in der Nähe des australischen Townsville mit dem Boden. Die beiden Insassen erlitten nur leichte Verletzungen, der Hubschrauber wurde zerstört[155]
- Am 7. April 1998 stürzte eine F/A-18 der Schweizer Luftwaffe in der Gegend von Crans-Montana (Schweiz) während einer Luftkampfübung ab. Beide Piloten starben (siehe auch F/A-18-Absturz bei Crans-Montana).[156]
- (T) Am 5. Mai 1998 stürzte eine vom Ölkonzern Occidental Petroleum geleaste Boeing 737 der peruanischen Luftwaffe auf dem Flug von Iquitos nach Andoas (Peru) kurz vor dem Ziel ab. Dabei starben 74 Menschen, 13 überlebten.
- (T) Am 12. Mai 1998 kamen beim Absturz einer Yunshuji Y-7 der mauretanischen Luftwaffe bei Néma (Mauretanien) 39 Menschen ums Leben.
- Am 4. Juni 1998 berührte eine F-4F Phantom II des Jagdgeschwaders 71 „Richthofen“ der Luftwaffe (37+73) ca. 20 Kilometer nördlich des Flugplatzes Goose Bay, Labrador in Kanada den Boden in einem CFIT (Controlled flight into terrain). Eine Rotte F-4F befand sich im Rahmen des Tiefflugtrainings der Luftwaffe (englisch German Air Force Training in Canada (GAFTIC)) auf einem Übungseinsatz. In einem bewaldeten Gebiet streifte eines der Luftfahrzeuge Bäume auf der Spitze eines Hügels. Die Besatzung initiierte den Rettungsausstieg mit den Schleudersitzen. Der Pilot blieb nahezu unverletzt, der Waffensystemoffizier, ein britischer Austauschoffizier, kollidierte beim Herauskatapultieren mit Bäumen und wurde tödlich verletzt. Auf Grund der Unwegsamkeit des Geländes wurde aus Kostengründen auf eine vollständige Bergung des zerstörten und ausgebrannten Flugzeugwracks verzichtet.[127][157][158]
- Am 18. August 1998 stürzte ein Panavia Tornado der Luftwaffe (46+06) bei Monheim ab. Die Besatzung überlebte.[159]
- Am 22. August 1998 stürzte ein Panavia Tornado der Deutschen Marine kurz nach dem Start vom Fliegerhorst Eggebek ab. Die Besatzung überlebte.[160]
- Am 14. Oktober 1998 stürzte die Pilatus PC-9 der Schweizer Luftwaffe mit dem Kennzeichen C-404 bei Oberuzwil (Schweiz) ab, wobei der Pilot umkam. Grund für den Absturz war eine Kollision mit einem Flugzeug desselben Typs mit dem Kennzeichen C-405, welches in Altenrhein notlanden konnte.[57]

### 1999
- (T) Am 11. Januar 1999 stürzte eine Hindustan Aeronautics HAL 748 der indischen Defence Research and Development Organisation (Luftfahrzeugkennzeichen H-2175) während des Landeanflugs 2,5 Kilometer vor der Marinefliegerbasis in Arakkonam (INS Rajali) ab. Die Maschine war mit einer Radar-Antennenkuppel modifiziert worden, die offenbar im Anflug kollabierte. Alle 8 Insassen, je vier Besatzungsmitglieder und Passagiere, kamen ums Leben.[161]
- (T) Am 21. Januar 1999 stürzte eine Antonow An-26 der nicaraguanischen Luftwaffe auf einem Inlandsflug nahe dem Zielflughafen Bluefields (Nicaragua) in bergigem Gelände ab. Alle 28 Insassen kamen ums Leben.
- Am 27. Januar 1999 kollidierten zwei Panavia Tornado der Luftwaffe (43+26 & 44+36) etwa 30 Kilometer nordöstlich von Norderney und stürzten ab. Eine Besatzung überlebte; die beiden anderen Soldaten starben.[162]
- (T) Am 7. März 1999 stürzte eine Antonow An-32 der indischen Luftwaffe beim Anflug auf den Flughafen Neu-Delhi in einen Vorort. Alle 18 Insassen des Flugzeugs sowie drei Menschen am Boden starben.
- (T) Am 3. Juni 1999 verunglückte eine Antonow An-32 der sudanesischen Luftwaffe auf dem Weg nach Khartum (Sudan) rund 80 Kilometer östlich des Zielortes. Keiner der 50 Insassen überlebte den Absturz.
- Am 29. Oktober 1999 wurden beim Absturz einer Lockheed P-3 der pakistanischen Marine in Pakistan alle 21 Insassen getötet.

### 2000
- (A) (T) Am 2. Februar 2000 wurde ein Airbus A300B2-203 der Iran Air (Luftfahrzeugkennzeichen EP-IBR) zerstört, als die Crew einer Lockheed C-130 Hercules der Iranischen Luftwaffe während des Starts in Teheran-Mehrabad die Kontrolle verlor und ihre Maschine mit dem Airbus kollidierte, der gerade zu einem Hangar geschleppt wurde. Die acht Insassen der Hercules kamen dabei ums Leben (siehe auch Flugzeugkollision auf dem Flughafen Teheran-Mehrabad 2000).[163][164]
- (T) Am 20. März 2000 verunglückte eine Agusta-Bell AB 212ASW (5D-HA) des Hubschraubergeschwaders 3 des österreichischen Bundesheers, bei dem alle drei Insassen ums Leben kamen. Ursache für den Unfall war eine fehlende Schraubensicherung an der Heckrotorsteuerstange.[165]
- Am 28. März 2000 stürzte eine zweisitzige General Dynamics F-16 der israelischen Luftstreitkräfte über dem Mittelmeer ab. Der Pilot und sein Navigator starben bei dem Unfall. Der Pilot Yonatan Begin war der Enkelsohn des ehemaligen israelischen Ministerpräsidenten Menachem Begin.[166]
- (T) Am 30. März 2000 verunglückte eine Antonow An-26 der Luftstreitkräfte Sri Lankas nahe Anuradhapura (Sri Lanka). Dabei kamen alle 40 Insassen ums Leben.
- (T)  Am 19. April 2000 verunglückte eine Antonow An-8 der Luftstreitkräfte Ruandas (TL-ACM) beim Start vom Flugplatz Pepa (Demokratische Republik Kongo). Die Maschine stürzte im Steigflug zu Boden, vermutet wird ein Vogelschlag. Alle 24 Insassen, 4 russische Besatzungsmitglieder und 20 ruandische Soldaten, wurden getötet. Andere Quellen sprechen von etwa 57 Toten. Manche Beobachter vermuten, dass die Antonow möglicherweise illegal nach Ruanda eingeführt wurde. Es war der letzte Unfall einer Antonow An-8 mit tödlichem Ausgang, zugleich auch derjenige mit der höchsten Anzahl an Todesopfern.[167]
- (T) Am 25. Oktober 2000 zerschellte eine Iljuschin Il-18 der russischen Luftwaffe beim Anflug auf Batumi (Georgien) an einem Berg. Alle 83 Insassen kamen ums Leben.

### 2001
- (T) Am 19. Januar 2001 geriet eine CASA CN-235 der Türkischen Luftstreitkräfte (Luftfahrzeugkennzeichen TAF 097) in der Nähe von Kayseri ins Trudeln und stürzte ab. Alle drei Insassen starben dabei.[168]

- (T) Am 1. Februar 2001 wurde eine angolanische Militärmaschine des Typs Antonow An-26 über Luena (Angola) von angolanischen Rebellen abgeschossen. Alle 22 Insassen kamen ums Leben.

- (A) (T) Am 3. März 2001 stürzte eine C-23B (Short 330) der Florida Army National Guard (93-1336) auf dem Flug von Florida nach Virginia in der Nähe von Unadilla (Georgia, Vereinigte Staaten) ab. Gewichtsverlagerungen und starke Turbulenzen hatten zu einem Aufschaukeln und Zerbrechen des Flugzeugs geführt. Alle 18 Passagiere und die dreiköpfige Crew starben (siehe auch Priority-Air-Transport-Flug 528).[169]

- Am 23. März 2001 kollidierte ein Panavia Tornado des Jagdbombergeschwaders 33 der Bundeswehr (44+98) während eines Tieffluges in sehr niedriger Höhe bei Nacht mit dem Boden (CFIT). Der Unfall ereignete sich während der Teilnahme an einem Red Flag-Manöver auf der Nellis Range im Bundesstaat Nevada in den Vereinigten Staaten. Das Flugzeug wurde zerstört, die Besatzung kam ums Leben.[170][171][172]

- Am 26. März 2001 kollidierte eine Beechcraft RC-12 der United States Army bei Lauf an der Pegnitz (Bayern) mit dem Wald am Reuther-Berg. Der Unfall ereignete sich etwa 15 Kilometer vom Zielflughafen Nürnberg entfernt. Beide Piloten kamen ums Leben.[173]

- Am 27. März 2001 kollidierte eine BO-105M nahe Meppen (Niedersachsen) auf einem Testflug über dem Gelände der Wehrtechnischen Dienststelle 91 mit einer Hochspannungsleitung. Alle vier Insassen, davon 2 zivile Mitarbeiter, starben.[174]

- (T) Am 4. April 2001 verunglückte eine Antonow An-26 der Sudanesischen Luftwaffe (Kennzeichen unbekannt) beim Start in Adaril während eines Sandsturms. Dabei kamen 14 der 30 Insassen ums Leben, darunter hochrangige Offiziere.[175]
- (T) Am 16. Mai 2001 kam es mit einer CASA CN-235M-100 der türkischen Luftstreitkräfte (TAF 086) in Flugfläche 170 (etwa 5200 Metern Höhe) zu einem Kontrollverlust. Das Flugzeug stürzte in der Nähe des Flughafens Malatya-Erhaç (Türkei) ab. Alle 34 Insassen, sechs Besatzungsmitglieder und 28 Passagiere, wurden getötet.[176]
- (T) Am 18. Mai 2001 stürzte eine CASA CN-235MP-100M der Türkischen Marine (TCSG-552) beim Start vom Militärflugplatz Ankara-Etimesgut ab, nachdem sie nur eine Höhe von 100 Fuß (30 Meter) erreicht hatte. Die CN-235 war eines von acht Flugzeugen, die für den Einsatz bei der türkischen Marine umgebaut wurden, und befand sich auf ihrem letzten Testflug. Alle 4 Besatzungsmitglieder kamen ums Leben. Das Flugzeug wurde zerstört.[177]
- Am 25. Mai 2001 stürzte eine Alouette III der Schweizer Luftwaffe bei Delsberg (Schweiz) nach einer Kabelberührung ab. Der Pilot und vier Grenzwächter an Bord starben.[57]
- Am 8. November 2001 stürzte ein Panavia Tornado des Marinefliegergeschwader 2 der Bundeswehr nach einem Vogelschlag über der Nordsee nahe Vlieland (Niederlande) ab. Beide Insassen konnten sich mit dem Schleudersitz retten.[178]
- Am 12. Oktober 2001 stürzte eine Alouette III der Schweizer Luftwaffe bei Montana VS (Schweiz) nach einer Kabelberührung ab. Vier Menschen an Bord starben.[57]
- (T) Am 2. Dezember 2001 fing eine Iljuschin Il-76, eine Frachtmaschine der Streitkräfte Russlands, auf dem Flug von Moskau nach Anadyr, über dem Beringmeer Feuer und stürzte ab. Alle 18 Menschen an Bord starben.

### 2002
- Am 9. Januar 2002 wurde eine Lockheed KC-130 des United States Marine Corps (Luftfahrzeugkennzeichen Bu 160021) beim Landeanflug auf den Luftwaffenstützpunkt Shamsi (Washki, Pakistan) gegen einen Berghang geflogen. Durch diesen CFIT (Controlled flight into terrain) wurden alle 10 Besatzungsmitglieder getötet. Als Ursache wird eine zu tiefe Flughöhe mit Desorientierung der Piloten angesehen.[179]
- Am 14. März 2002 stürzte eine Bell UH-1D der Luftwaffe (71+76) im Einsatz als Rettungshubschrauber SAR-71 in Hamburg-Hummelsbüttel ab, als sie auf dem Weg zu einem Einsatz war. Nachdem der Einsatz durch die Rettungsleitstelle abgebrochen wurde, leitete der Pilot ein Umkehrmanöver ein, bei dem er in einen nahezu vertikalen Steigflug überging und das Luftfahrzeug vollständig die Fluggeschwindigkeit verlor. Durch den anschließenden Sinkflug kam es zu einem Einschlag der Hauptrotorblätter in Teile der Luftfahrzeugzelle. Grund war menschliches Versagen, da der betrunkene Luftwaffenpilot einen Blutalkoholwert von 1,5 Promille aufwies. Alle 5 Crewmitglieder ließen ihr Leben.[180]
- Am Abend des 20. März 2002 schlug eine F-16CJ-50 der United States Air Force in einem Waldstück bei Landscheid auf den Grund auf. Der Pilot, welcher bei dem Unfall verstarb, befand sich nach einer Nachtflugübung im Landeanflug zur Spangdahlem Air Base.[181]
- Am 3. Mai 2002 stürzte eine indische MiG-21 in Jalandhar (Indien) auf ein zweistöckiges Bankhaus. Bei dem Unfall starben mindestens sieben Menschen.
- Am 15. Mai 2002 hatte eine Panavia Tornado der Luftwaffe (45+62) während einer Tiefflugübung nahe der Holloman Air Force Base Bodenberührung. Der Pilot kam bei dem Unfall ums Leben, der Waffensystemoffizier konnte sich mit dem Schleudersitz retten.[182]
- (A) Am 27. Juli 2002 stürzte während einer Flugschau in Lemberg (Ukraine) eine Suchoi Su-27 in die Zuschauerreihen und fing Feuer. Die Piloten konnten sich mit dem Schleudersitz retten, jedoch starben beim Flugtagunglück von Lemberg 85 Zuschauer, 115 weitere wurden zum Teil schwer verletzt.
- (T) Am 19. August 2002 wurde ein Mil Mi-26-Hubschrauber bei Chankala (Tschetschenien) von einer Flugabwehrrakete beschädigt und stürzte nahe dem Flughafen Chankala ab. Von 147 Personen an Bord starben 115; dies war der bislang schwerste Hubschrauberunfall.
- Am 12. November 2002 kollidierte eine Pilatus PC-7 der Schweizer Luftwaffe bei Bonaduz (Schweiz) mit dem Seil der Personenseilbahn von Rhäzüns nach Feldis und stürzte ab. Die zwei Offiziere an Bord verstarben.[57]
- (T) Am 21. Dezember 2002 stürzte ein Transporthubschrauber des Typs Sikorsky CH-53 der Heeresfliegertruppe der Bundeswehr (85+09) am Stadtrand von Kabul auf ein leer stehendes Gebäude. Sieben Soldaten der Bundeswehr starben, ein Abschuss der Maschine wurde ausgeschlossen. Eine genaue Anzahl möglicher ziviler Opfer am Boden wurde nicht bekannt;[183] in ersten Berichten wurde noch von insgesamt 14 Toten berichtet.[184][185]

### 2003
- (T) Am 19. Februar 2003 wurde eine iranische IL-76MD (Luftfahrzeugkennzeichen 15-2280) mit 267 Soldaten der iranischen Revolutionsgarde und 8 Besatzungsmitgliedern an Bord 35 Kilometer südöstlich des Zielflughafens von Kerman (Iran) in einen Berg geflogen. Die Maschine war auf dem Flug von Zahedan nach Kerman. Durch diesen CFIT (Controlled flight into terrain) wurden alle 275 Personen an Bord getötet. Es war der folgenschwerste Unfall einer Iljuschin Il-76.[186]

- Am 10. März 2003 kollidierten zwei Dassault Mirage F1 (Luftfahrzeugkennzeichen F1B 503 und F1C 211) des Formationsflugteams „Voltige Victor“ bei einem Flugmanöver in der Nähe von Reims. Beide Piloten starben bei dem Unfall.[187]

- (T) Am 11. März 2003 stürzte eine Sikorsky UH-60 aus der Combat Aviation Brigade der 10th Mountain Division in der Nähe von Fort Drum im US-Bundesstaat New York ab. Von den mit 13 Personen besetzen Hubschrauber starben 11 bei dem Absturz, zwei wurden schwer verletzt.[188]

### 2004
- (A) (T) Am 16. März 2004 stürzte eine Beechcraft 1900C (Luftfahrzeugkennzeichen N27RA) im Endanflug auf die Tonopah Test Range ab. Die Maschine wurde von der konspirativen, für das US-Verteidigungsministerium fliegenden Fluggesellschaft Janet betrieben und war offiziell für die United States Air Force im Einsatz. Fünf Menschen kamen ums Leben. Es stellte sich heraus, dass der an Bluthochdruck leidende Pilot einen plötzlichen Herztod erlitten hatte. Zuvor hatte der Pilot Amtsärzte der Federal Aviation Administration über seinen gesundheitlichen Zustand hinweggetäuscht und Medikamente eingenommen, die seinen Gesundheitszustand noch verschlimmerten (siehe auch Absturz einer Beechcraft 1900 der Janet).
- Am 21. April 2004 kollidierten zwei Panavia Tornado der Luftwaffe (44+24 & 45+18) bei St. Peter-Ording und stürzten ab. Eine Besatzung überlebte, die beiden anderen Soldaten starben.[162]
- (T) Am 6. Mai 2004 kam es bei einer Transall C-160R der französischen Luftstreitkräfte (Armée de l’air) (FrAF 209/61-ZR) auf dem Flughafen Martinique (Kleine Antillen) zu einem Brand im linken Treibstofftank, als die Maschine nach dem Anlassen gerade in Richtung Startbahn losgerollt war. Das Feuer war durch einen Kurzschluss eines im Tank verlegten Kabels entstanden, welches schon sehr alt war und dessen Verwendung vom Flugzeughersteller trotz bekannter Bedenken zugelassen war. Das Flugzeug wurde irreparabel beschädigt. Alle acht Insassen, drei Piloten und fünf Mechaniker, überlebten den Totalschaden.[189]
- (T) Am 21. August 2004 wurde eine Short 360-300 der Luftstreitkräfte Venezuelas (FAV-1652) 25 Kilometer vor dem Militärflugplatz El Libertador bei Maracay (Venezuela) gegen den Berg El Prico geflogen. Bei diesem CFIT (Controlled flight into terrain) wurden alle 30 Insassen, drei Besatzungsmitglieder und 27 Passagiere, getötet. Dies war der Unfall einer Short 360 mit den meisten Todesopfern (Stand Juni 2022).[190]
- (T) Am 22. November 2004 brach an einer Hawker Siddeley HS 748-208 2A der Thailändischen Luftstreitkräfte (L5-2/16) bei der Landung auf dem Flughafen Bangkok-Don Mueang (Thailand) das Bugfahrwerk zusammen. Das Flugzeug wurde nicht mehr repariert. Alle Insassen überlebten den Unfall.[191]
- Am 9. Dezember 2004 stürzte ein Tornado des Jagdbombergeschwaders 32 ECR kurz nach dem Start von Lagerlechfeld (Bayern) in das Landschaftsschutzgebiet Westerholz nahe Kaufering. Der Pilot und der Waffensystemoffizier kamen bei dem Unfall ums Leben. Die Unfallursache konnte nicht ermittelt werden.[192]

### 2005
- (T) Am 29. Juni wurde ein Transporthubschrauber des Typs CH-47 Chinook der US-Streitkräfte in der afghanischen Provinz Kunar bei der Operation Red Wings mit einer Panzerabwehrhandwaffe abgeschossen. Mindestens 16 Soldaten kamen ums Leben, mehrere gelten als vermisst.[193]
- (T) Am 21. Juli stürzte eine CASA CN-235 der indonesischen Luftstreitkräfte (Luftfahrzeugkennzeichen A-2301) beim Anflug auf den Flugplatz Lhokseumawe-Malikussaleh in der Nähe Medans (Provinz Nordsumatra) ab. Dabei kamen drei der 23 Insassen ums Leben.[194][195]
- (T) Am 16. August starben beim Absturz eines Militärhubschraubers des Typs Eurocopter AS 532UL Cougar der spanischen Heeresflieger (HU.21L-57) 17 spanische Soldaten. Der Hubschrauber war als Teil der ISAF-Schutztruppe in Afghanistan unterwegs und zerschellte am Morgen in der Nähe von Herat, während er mit Flugabwehrfeuer aus einem nahegelegenen Dorf beschossen wurde.[196] Ein weiterer spanischer Hubschrauber desselben Typs (HU.21L-59) musste nach Beschuss in der Nähe notlanden, wobei es 5 Verletzte gab. Die Maschine wurde ebenfalls zerstört.[197]
- (T) Am 6. Dezember 2005 stürzte eine Lockheed C-130E Hercules der iranischen Luftwaffe (IrAF 5-8519) im Anflug auf den Flughafen Teheran-Mehrabad (Iran) in ein zehnstöckiges Wohnhaus im Wohngebiet Azari. Acht Minuten nach dem Start hatte die Besatzung Triebwerksprobleme mit dem Motor 4 (rechts außen) gemeldet und war für eine Notlandung umgekehrt. Insgesamt kamen 106 Personen ums Leben, alle 94 Insassen, 10 Besatzungsmitglieder und 84 Passagiere; in dem Hochhaus wurden weitere 12 Menschen getötet.[198]

### 2006
- (A) (T) Am 19. Januar 2006 wurde eine Antonow An-24 der slowakischen Luftstreitkräfte wegen 19:30 während des Landeanflugs auf Košice (Ostslowakei) im Nebel gegen einen 700 Meter hohen Berg in einem schwer zugänglichen Waldgebiet geflogen, das zur nordostungarischen Gemeinde Hejce gehört. Die Maschine hatte überwiegend slowakische KFOR-Soldaten an Bord, die nach sechs Monaten Einsatz im Kosovo von Priština aus nach Hause flogen. Bei diesem CFIT (Controlled flight into terrain) wurden 42 von 43 Insassen getötet (siehe auch Flugunfall einer Antonow An-24 bei Hejce).[199]
- (T) Am 5. Mai 2006 brannte eine Lockheed C-130H Hercules der belgischen Luftwaffe (CH-02) auf dem Flughafen Brüssel-Zaventem (Belgien) vollständig aus. Im Wartungshangar der belgischen Fluggesellschaft Sabena war ein Brand ausgebrochen, der erst 3 Stunden später unter Kontrolle gebracht werden konnte, nachdem das Dach eingestürzt war. Auch drei Airbus A320 verschiedener Fluggesellschaften brannten aus. Personen kamen nicht zu Schaden.[200]
- Am 2. September 2006 stürzte ein Aufklärungsflugzeug des Typs British Aerospace Nimrod MR2 der Royal Air Force während eines Einsatzfluges im Rahmen der ISAF in der Nähe der südafghanischen Stadt Kandahar aufgrund technischer Probleme ab. Alle 14 Personen an Bord starben.

### 2007
- (A) Am 12. April 2007 kollidierte ein Tornado der deutschen Luftwaffe auf einem Übungsflug in Lauterbrunnen mit der Bergflanke der fast 4000 m hohen Äbeni Flue. Der Pilot kam ums Leben, der Waffensystemoffizier wurde schwer verletzt. Nach dem Auftanken auf dem Militärflugplatz Emmen flog die Maschine in geringer Höhe ins Lauterbrunnen-Tal ein und nahm eine Flugroute talaufwärts, für die ihre Steigleistung nicht ausreichte.[201] (Siehe auch: Flugunfall an der Äbni Flue).
- (T) Am 24. Mai 2007 verunglückte eine de Havilland Canada DHC-6-300 Twin Otter der peruanischen Luftwaffe (FAPe-303) in bergigem Gelände nahe dem Flugplatz Pampa Hermosa (Peru). Von den 20 Insassen wurden 13 getötet, alle drei Besatzungsmitglieder und 10 Passagiere.[202]
- Am 14. November 2007 löste sich bei einem Tornado GR4 der Royal Air Force (ZA554) während des im Rahmen der Prüfpunkte eines Werkstattfluges durchzuführenden Rückenfluges der nicht ordnungsgemäß befestigte hintere Schleudersitz, durchbrach die Kabinenhaube, fiel aus dem Luftfahrzeug, kollidierte mit dem Seitenleitwerk und stürzte zu Boden. Der auf dem Sitz festgeschnallte Waffensystemoffizier erlitt bei der Kollision mit der Rückenflosse des Flugzeuges tödliche Verletzungen. Sein Leichnam wurde rund 5 km nördlich der Stadt Fakenham aufgefunden.[203]

### 2008
- (T) Am 23. Januar 2008 stürzte eine CASA C-295M der polnischen Luftstreitkräfte beim Landeanflug auf den Flughafen in Mirosławiec ab. Alle 20 Insassen, 16 hochrangige Offiziere und vier Besatzungsmitglieder, kamen ums Leben, darunter Andrzej Andrzejewski.[204][205] Die Unfalluntersuchung ergab, dass sowohl die Besatzung als auch die Lotsen beim herrschenden Nebel Fehler gemacht hatten. Infolgedessen wurden 5 Luftwaffenangehörige entlassen.[206]
- (T) Am 16. April 2008 stürzte eine Antonow An-32 der Luftstreitkräfte Äquatorialguineas (Luftfahrzeugkennzeichen 3C-5GE) nahe dem Flughafen Annobón (Äquatorialguinea) ins Meer, nachdem sie bei starkem Wind und Regen von der Landebahn gerutscht war. Alle 13 Insassen, Besatzungsmitglieder und Passagiere, wurden getötet.[207]
- Am 8. Dezember 2008 stürzte eine McDonnell Douglas F-18 in ein Wohngebiet in San Diego (Kalifornien). Vier Menschen kamen ums Leben, der Pilot stieg per Schleudersitz aus und überlebte leicht verletzt.

### 2009
- (T) Am 20. Mai 2009 flog eine Lockheed L-100-30 Hercules der indonesischen Luftstreitkräfte (Luftfahrzeugkennzeichen TNI-AU A-1325) während des Anflugs auf den Militärflugplatz Iswahyudi bei der Stadt Madiun (Indonesien) in vier Häuser, fing Feuer und rutschte in ein Reisfeld. Insgesamt wurden 99 Menschen getötet, 2 am Boden und 97 der 112 Insassen (14 Besatzungsmitglieder und 98 Passagiere).[208]
- (T) Am 10. Oktober 2009 prallte ein Aufklärungsflugzeug des Typs CASA C-212 der UNO-Friedenstruppen auf einem routinemäßigen Überwachungsflug über Haiti nahe der Grenze zur Dominikanischen Republik gegen einen Berg. Alle elf Insassen, UNO-Soldaten aus Uruguay und Jordanien, fanden den Tod.[209]

### 2010

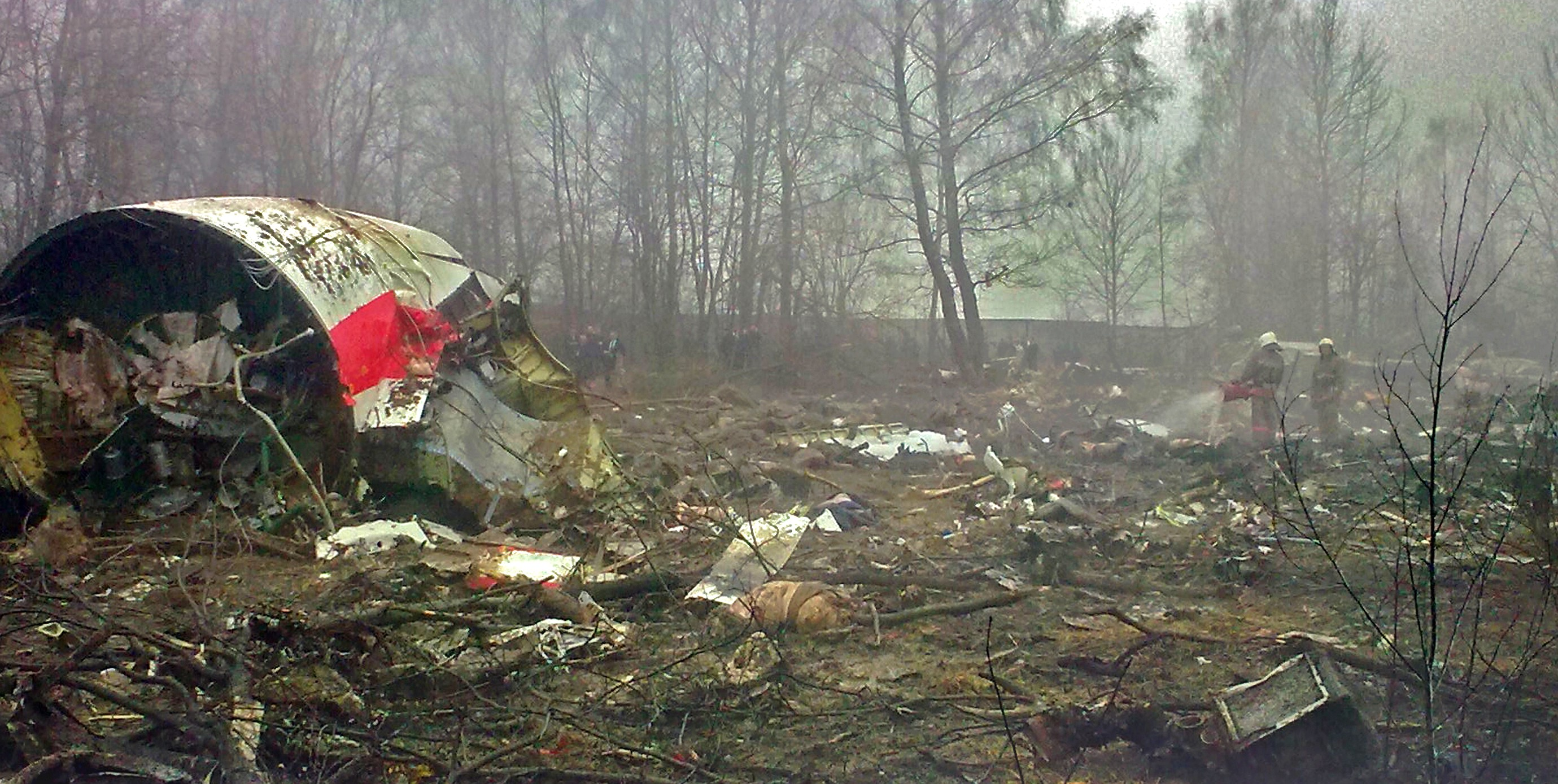
Trümmer der in Smolensk verunglückten polnischen Regierungsmaschine

- (A) (T) Am 10. April 2010 wurde eine Tupolew Tu-154 mit 96 Personen an Bord bei einer Sicht von nur 200 Metern im Landeanflug auf den Militärflugplatz Smolensk-Nord (Russland) 1100 Meter vor der Landebahn in den Boden geflogen (CFIT, Controlled flight into terrain). Alle 96 Menschen an Bord kamen ums Leben. An Bord waren der polnische Staatspräsident Lech Kaczyński und zahlreiche hochrangige polnische Politiker und Armeeangehörige, die auf dem Weg zu einer Gedenkveranstaltung für das Massaker von Katyn waren (siehe auch Flugunfall von Smolensk 2010).[210]

### 2011
- (T) Am 20. Januar 2011 verunglückte eine de Havilland Canada DHC-6-300 Twin Otter der ecuadorianischen Luftstreitkräfte (Luftfahrzeugkennzeichen FAE449) bei einem Unfall nahe El Capricho, Ecuador. Die Maschine war auf einem Versorgungsflug vom Flughafen Pastaza-Shell Mera nach Tena. Das Flugzeug wurde stark beschädigt, konnte aber repariert werden. Alle 6 Besatzungsmitglieder kamen ums Leben.[211]
- (T) Am 26. Juli 2011 starben beim Absturz eines Militärflugzeugs des Typs Lockheed C-130 in dichtem Nebel beim Militärflugplatz Guelmim in Marokko 78 der 81 Insassen.[212]
- (T) Am 6. August 2011 kamen beim Abschuss eines Transporthubschraubers des Typs Boeing CH-47D Chinook während eines Gefechts im Osten Afghanistans in der Provinz Wardak alle 38 Insassen ums Leben, davon 31 amerikanische und 7 afghanische Militärangehörige. Es handelte sich um den schwersten Verlust ausländischer Truppen in Afghanistan seit ihrem Einmarsch 2001. Nach offiziellen Angaben wurde die CH-47 von einer Rakete der Taliban abgeschossen; Augenzeugen sagten Journalisten, sie sei bei dem Versuch abgestürzt, vom Dach des Hauses abzuheben, auf dem sie während des Gefechts gelandet sei; das Haus habe einem Taliban-Anführer gehört.[213][214]
- Am 20. August 2011 stürzte eine BAE Hawk im Rahmen des britischen Bournemouth Air Festivals in der Nähe des Flughafens auf ein Feld. Der Pilot, ein Mitglied der Red Arrows, kam ums Leben. Zuschauer wurden nicht verletzt.[215]
- (T) Am 2. September 2011 stürzte ein in Santiago de Chile gestarteter Militärtransporter des Typs CASA C-212 nach zwei fehlgeschlagenen Landeversuchen auf den Flughafen der Robinson-Crusoe-Insel (Juan-Fernández-Archipel) ins Meer, wobei alle 21 Insassen ums Leben kamen. Als Absturzursache wurden starke Windböen vermutet.[216][217]

### 2012
- (A) Am 22. Juni 2012 wurde vor der syrischen Küste in der Provinz Latakia eine McDonnell RF-4E der türkischen Luftstreitkräfte von den syrischen Streitkräften abgeschossen. Beide Besatzungsmitglieder kamen ums Leben (siehe auch Abschuss einer McDonnell F-4 der türkischen Luftstreitkräfte 2012).[218]
- Am 20. September 2012 kollidierte ein Militärhubschrauber über Syrien in der Luft mit einem Airbus A320 der Syrian Arab Airlines. Beim Absturz des Hubschraubers kamen dessen Insassen ums Leben. Der Airbus mit etwa 200 Personen an Bord konnte sicher gelandet werden.[219]
- (T) Am 25. Dezember 2012 zerschellte eine Antonow An-72 der Grenztruppen Kasachstans nahe der Stadt Shymkent unweit der Grenze zu Usbekistan. Alle 27 Insassen kamen ums Leben.[220]

### 2013
- (T) Am 11. Februar 2013 stürzte ein Transportflugzeug des Typs CASA CN-235 der Streitkräfte von Guinea vom Flughafen Conakry kommend 4 Kilometer vor dem Zielflughafen Monrovia in Liberia ab. Alle elf Insassen kamen ums Leben.[221]
- (T) Am 11. Februar 2013 stürzte ein Mi-17-Hubschrauber der Luftstreitkräfte Aserbaidschans, eingeteilt zur Luftrettung, ins Kaspische Meer. Drei Besatzungsmitglieder starben.[222]
- Am 12. Februar 2013 stürzte eine MiG-27 der Basis Uttarlai der indischen Luftstreitkräfte im Distrikt Barmer ab. Der Pilot rettete sich mit dem Schleudersitz.[223]
- Am 21. April 2013 rammte ein F-5-Jagdflugzeug der iranischen Luftwaffe nahe der Ortschaft Abdanan einen Berg. Die beiden Piloten starben.[224]
- (T) Am 3. Mai 2013 stürzte ein KC-135-Tankflugzeug der US-Luftwaffe über Kirgisistan, 60 Kilometer westlich der Hauptstadt Bischkek, in bergigem Gebiet ab.[225]
- (T) Am 28. Mai 2013 stürzte ein Mi-8-Hubschrauber der russischen Militärakademie der Luftstreitkräfte in der Oblast Saratow nach technischen Problemen ab. Der Fluglehrer und der Flugschüler konnten mit Fallschirmen abspringen, der Bordtechniker kam beim Absturz ums Leben.[226]
- Am 15. Juli 2013 stürzte eine MiG-21 der indischen Luftstreitkräfte bei der Landung auf der Basis Uttarlai im Distrikt Barmer ab. Der Pilot wurde getötet.[227]
- Am 23. Oktober 2013 stürzte ein Kampfjet des Typs McDonnell Douglas F/A-18 der Schweizer Luftwaffe um die Mittagszeit in Alpnachstad (Kanton Obwalden) am Berg Lopper ab. Beide Insassen kamen ums Leben.[228]
- Am 8. November 2013 stürzte eine MiG-29 (KB739) der indischen Luftstreitkräfte nach dem Start auf der Basis Jamnagar ab. Der Pilot konnte sich mit dem Schleudersitz retten.[229]

### 2014
- (T) Am 11. Februar 2014 verunglückte eine Lockheed C-130H Hercules der algerischen Luftstreitkräfte (Luftfahrzeugkennzeichen 7T-WHM) in bergigem Gelände nahe Aïn Kercha. Die Maschine befand sich im Anflug auf den Flughafen Constantine, als sie 30 Kilometer südlich davon mit dem Gelände kollidierte. Von den 77 Personen an Bord kamen 76 ums Leben.[230]
- (T) Am 17. Mai 2014 kamen beim Absturz einer Antonow An-74 der laotischen Luftstreitkräfte in der nordöstlichen Provinz Xieng Khouang mindestens 22 Menschen ums Leben. Unter den Toten waren u. a. der laotische Verteidigungsminister und Vize-Ministerpräsident Duangchay Phichit, der Bürgermeister von Vientiane Soukan Mahalat und der Minister für öffentliche Sicherheit Thongban Saengaphon. Drei Passagiere überlebten den Absturz.[231]
- Am 27. Mai 2014 stürzte eine MiG-21 der indischen Luftstreitkräfte nach dem Start im Distrikt Anantnag in Kaschmir ab. Der Pilot wurde getötet.[232]

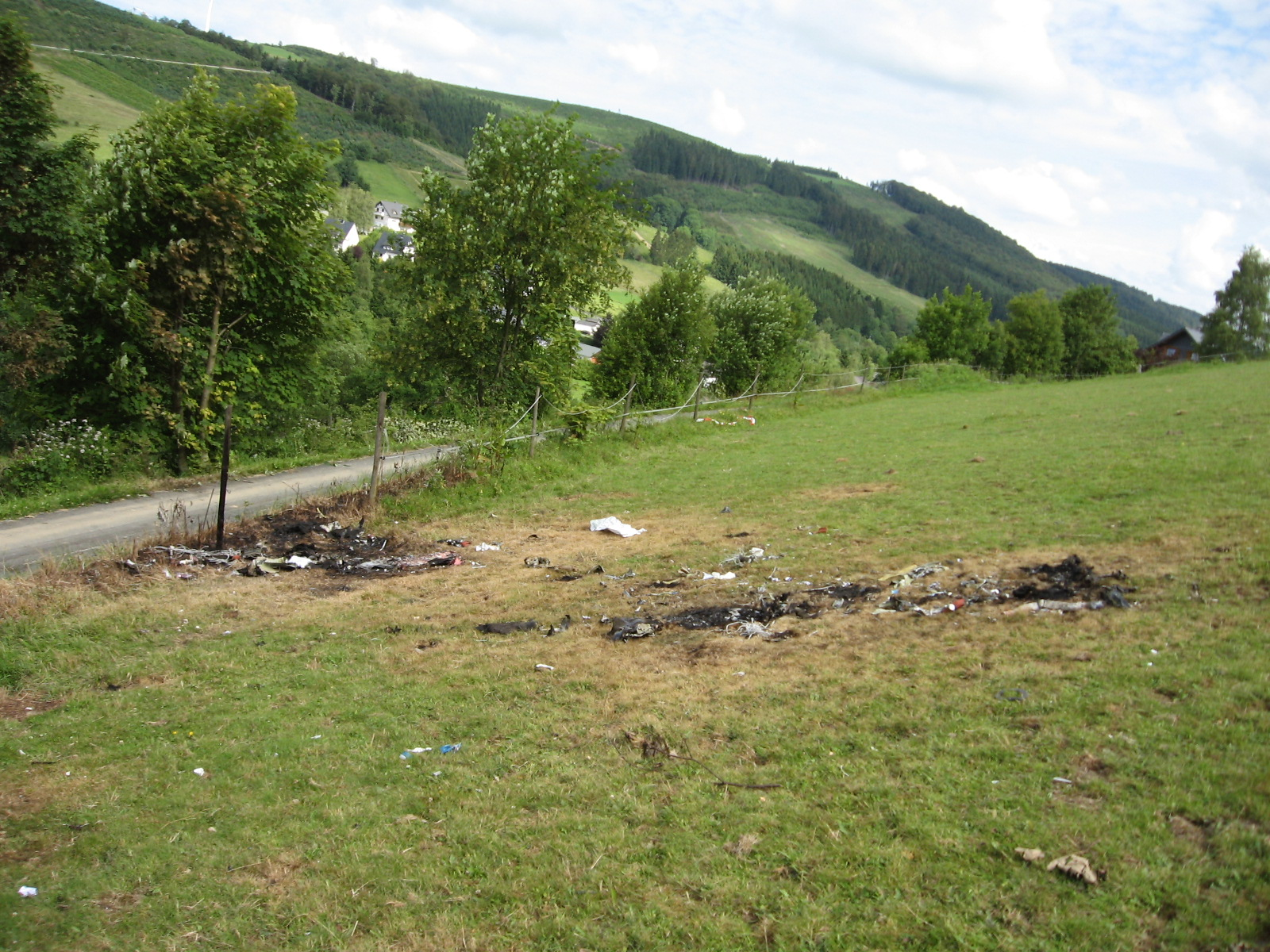
Trümmer des nach einem Zusammenstoß mit einem Eurofighter verunglückten Learjet 35

- (A) Am 23. Juni 2014 kollidierten ein Kampfjet des Typs Eurofighter und ein Learjet 35 der Gesellschaft für Flugzieldarstellung bei einer Abfangübung in Nordrhein-Westfalen, Deutschland. Der Learjet stürzte ab. Seine beiden Insassen kamen dabei ums Leben (siehe auch Absturz eines Learjet 35 im Sauerland).[233]
- Am 1. August 2014 stürzte eine SEPECAT Jaguar der indischen Luftstreitkräfte nach dem Start auf der Basis Bhuj ab. Der Pilot rettete sich mit dem Schleudersitz.[234]
- Am 19. August 2014 stießen zwei Panavia Tornado der italienischen Luftwaffe über den Marken nahe Ascoli Piceno zusammen und stürzten ab. Alle vier Piloten wurden wenige Tage später tot geborgen, darunter auch eine Pilotin.[235][236]
- Am 11. September 2014 stürzte eine CH-47D der griechischen Heeresflieger auf einem Flug zum Heiligen Berg Athos in den Singitischen Golf. Alle 17 Personen an Bord kamen ums Leben, unter ihnen Petros VII. Die Absturzursache konnte nicht geklärt werden (siehe Hubschrauberabsturz vor Athos).[237]
- (T) Am 27. November 2014 verunglückte eine Lockheed C-130M Hercules der Força Aérea Brasileira (FAB 2470) bei der Landung auf dem Flugplatz Teniente R. Marsh, Antarktis. Niemand kam ums Leben, das Flugzeug wurde jedoch schwer beschädigt.[238]
- (T) Am 12. Dezember 2014 verunglückte eine Antonow An-32B der Luftstreitkräfte Sri Lankas in Hokandara (Sri Lanka). Alle fünf Insassen starben.[239]

### 2015
- Am 26. Januar 2015 stürzte ein griechischer F-16-Kampfjet auf der Base Aérea de Los Llanos in Spanien acht Sekunden nach dem Abheben ab. Die beiden griechischen Piloten sowie insgesamt neun französische Soldaten starben. Grund war die Stellung der Seitenrudertrimmung auf Vollausschlag von 12° rechts, die entgegen der „before take-off procedures“ nicht in die Neutralstellung gebracht worden war.[240][241]
- Am 31. Januar 2015 stürzte eine MiG-21 der indischen Luftstreitkräfte nach dem Start westlich von Jamnagar ab. Der Pilot rettete sich mit dem Schleudersitz.[242]
- Am 24. Februar 2015 kamen beim Absturz zweier Aufklärungsflugzeuge des Typs McDonnell RF-4E auf einem nächtlichen Trainingsflug in der ostanatolischen Provinz Malatya in der Türkei alle vier Piloten ums Leben. Die von Augenzeugen beschriebene Explosion könnte auf einen Zusammenstoß in der Luft hindeuten.[243][244]
- (T) Am 11. März 2015 kam es zum Absturz eines Hubschraubers des Typs UH-60 Black Hawk im Nordwesten des US-Bundesstaats Florida im Rahmen eines Übungsfluges vom Luftwaffenstützpunkt Eglin aus mit sieben Marineinfanteristen und vier Air-Force-Soldaten an Bord.[245] Alle 11 Insassen kamen ums Leben.[246]
- Am 15. März 2015 kollidierten zwei indonesische Kampfflugzeuge über Pulau Langkawi, Malaysia beim Kunstflug. Beide Piloten überlebten.[247]
- (T) 24. März 2015 stürzte ein Beobachtungsflugzeug des Typs Dornier 228 der indischen Marineflieger bei einem Übungsflug ca. 50 Kilometer südsüdwestlich von Goa in das Arabische Meer. Von insgesamt drei Besatzungsmitgliedern konnte eines gerettet werden, die beiden anderen werden vermisst.[248]
- (T) Am 26. März 2015 wurde eine CASA CN-235 der Jemenitischen Luftstreitkräfte (YeAF 2211) bei einem Angriff der Saudi-arabischen Luftwaffe auf den Flughafen Sanaa (Jemen) zerstört. Über Personenschäden ist nichts bekannt.[249]
- Am 16. April 2015 kollidierten zwei Suchoi Su-22 der Luftstreitkräfte der vietnamesischen Volksarmee vor der vietnamesischen Küste nahe der Insel Phu Quy. Die beiden Piloten werden vermisst.[250]
- Am 8. Mai 2015 stürzte eine MiG-27 der indischen Luftstreitkräfte im westbengalischen Alipurduar ab. Der Pilot rettete sich mit dem Schleudersitz, jedoch wurden 2 Zivilisten am Boden getötet.[251]
- Am 8. Mai 2015 stürzte ein Hubschrauber des Typs Mi-17 der pakistanischen Armee im Naltar-Tal in der Region Gilgit-Baltistan (Pakistan) ab. Sieben Menschen wurden getötet. Als Ursache wird derzeit ein technisches Problem angenommen.[252]
- (A) (T) Am 9. Mai 2015 stürzte ein Transportflugzeug des Typs Airbus A400M etwa 1,5 Kilometer nördlich des Flughafens von Sevilla kurz nach dem Start zu einem Erprobungsflug ab. An Bord waren sechs spanische Besatzungsmitglieder des Herstellers, von denen vier getötet wurden und zwei schwer verletzt überlebten (siehe auch Flugzeugabsturz bei Sevilla).[253][254][255][256]
- Am 4. Juni 2015 stürzte eine MiG-29 in Russlands Region Astrachan aus technischen Gründen ab. Die zwei Besatzungsmitglieder konnten sich retten.[257]
- (A) (T) Am 30. Juni 2015 stürzte eine rund 50 Jahre alte Lockheed C-130B Hercules der indonesischen Luftstreitkräfte (A-1310) in Medan auf der indonesischen Insel Sumatra nach dem Abheben 4,7 Kilometer südwestlich des Startflughafens Polonia in ein Wohngebiet. Die Piloten hatten Probleme gemeldet und eine Umkehr angekündigt. Alle 122 Insassen wurden getötet, 12 Besatzungsmitglieder und 110 Passagiere. Auch wurden zahlreiche Häuser zerstört und dort mindestens weitere 20 Menschen getötet. Mit insgesamt mindestens 142 Toten war dies der drittschwerste Unfall einer Hercules, gemessen an der Anzahl der Todesopfer (siehe auch Flugzeugabsturz in Medan 2015).[258]
- Am 7. Juli 2015 kollidierte ein F-16 Kampfjet nördlich von Charleston (South Carolina) mit einer Cessna 150. Der Pilot der Militärmaschine überlebte, die zwei Personen in der Cessna wurden getötet.[259]
- Am 14. Juli 2015 stürzte ein Langstreckenbomber des Typs Tupolew Tu-95 in der Region Chabarowsk im fernen Osten Russlands aus ungeklärter Ursache ab. Von den sieben Besatzungsmitgliedern, die mit dem Fallschirm absprangen, wurden zwei getötet.[260]
- (T) Am 31. Juli 2015 stürzte eine CASA CN-235 der Kolumbianischen Luftstreitkräfte (Kennzeichen FAC-1261) nach einem Triebwerksausfall in Agustín Codazzi (nördlich Aguachicas im Departamento del Cesar) ab, wobei alle elf Personen an Bord ums Leben kamen.[261][262]
- Am 2. August 2015 stürzte ein Hubschrauber des Typs Mi-28N auf dem Dubrovichi Testgelände in der zentralrussischen Region Ryazan bei einer Vorführung ab. Einer der Piloten wurde getötet, der andere schwer verletzt.[260]
- Am 6. August 2015 stürzte ein Hubschrauber des Typs Mil Mi-17 der pakistanischen Armee im Mansehra Distrikt von Pakistan ab. Alle zwölf Menschen an Bord starben. Als Unfallursache wurden schlechte Wetterbedingungen angeführt.[263]
- Am 11. August 2015 stürzte ein US-amerikanischer F-16-Kampfjet zwischen Kirchenthumbach im Landkreis Neustadt an der Waldnaab und Engelmannsreuth im Landkreis Bayreuth in einem Waldgebiet ab. Der Pilot konnte sich mit dem Schleudersitz retten. Die Maschine vom 480. Kampfgeschwader war vom Luftwaffenstützpunkt Spangdahlem zum Truppenübungsplatz Grafenwöhr unterwegs und war mit einer Übungsbombe bewaffnet.[264]
- Am 22. August 2015 stürzte eine private Maschine des Typs Hawker Hunter T7 bei einer Flugschau auf dem Flugplatz Shoreham bei Brighton auf die A27 am nördlichen Rand des Flughafens. Elf Personen wurden getötet, mindestens 14 leicht verletzt. Der Pilot kam mit lebensgefährlichen Verletzungen ins Krankenhaus.[265][266]
- Am 25. August 2015 stürzte eine MiG-21 der indischen Luftstreitkräfte nach dem Start auf der Basis Srinagar im Kaschmir ab. Der Pilot rettete sich mit dem Schleudersitz.[267]
- Am 17. September 2015 stürzte eine Suchoi Su-30 der Bolivarischen Luftwaffe Venezuelas (Fuerza Armada Nacional Bolivariana, FANB) um zirka 21:07 Uhr Ortszeit im Grenzgebiet zu Kolumbien ab.[268]
- (A) (T) Am 2. Oktober 2015 stürzte um zirka 0:00 Uhr Ortszeit eine US-amerikanische Transportmaschine des Typs Lockheed C-130J Hercules am Flughafen von Dschalalabad in Afghanistan kurz nach dem Start ab. Sechs US-amerikanische Soldaten sowie fünf Zivilisten, die an der Mission Resolute Support beteiligt waren, starben. Grund war eine von der Besatzung verursachte Blockierung des Höhenruders durch den Behälter eines Nachtsichtgerätes, um dessen Verstauen im Cockpit zu vereinfachen (siehe auch Absturz einer C-130J Hercules der United States Air Force nahe Dschalalabad).[269][270]
- Am 14. Oktober 2015 stürzte eine F/A-18 der Schweizer Luftwaffe auf dem Gebiet der Gemeinde Glamondans im französischen Jura ab. Der Pilot konnte sich retten.[271]
- Am 21. Oktober 2015 stürzte eine F/A-18 des United States Marine Corps (VMFA-232) nach dem Start von RAF Lakenheath in England ab. Der Pilot starb, obwohl der Schleudersitz noch ausgelöst wurde. Die Maschine war eine von sechs Maschinen, die sich nach einer Stationierung in Bahrein für einen Einsatz in Syrien auf dem Rückflug zu ihrer Basis Marine Corps Air Station Miramar befunden hatten.[272][273]
- (A) Am 24. November 2015 wurde im türkisch-syrischen Grenzgebiet über der syrischen Provinz Latakia eine Su-24 der russischen Luftstreitkräfte von den türkischen Luftstreitkräften mit einer Luft-Luft-Rakete abgeschossen. Beide Besatzungsmitglieder konnten sich mit Schleudersitzen retten; der Pilot wurde von Mitgliedern der Syrischen Turkmenenbrigaden getötet (siehe auch Abschuss einer Suchoi Su-24 der russischen Luftwaffe 2015).[274]

### 2016
- (T) Am 10. Februar 2016 verunglückte eine Beechcraft 1900D der Myanmar Air Force (Luftfahrzeugkennzeichen 4601) kurz nach dem Start vom Flughafen Naypyidaw, als sie auf ein Feld stürzte und Feuer fing. Alle fünf Insassen starben bei dem Unfall.[275]
- (T) Am 26. Februar 2016 kam es mit einer CASA CN235-220M der malaysischen Luftstreitkräfte (M44-07) in flachem Sumpfgewässer vor der Küste des malaysischen Distrikts Kuala Selangor zur Notlandung des auf dem Flughafen Kuala Lumpur-Sultan Abdul Aziz Shah gestarteten Flugzeugs. Die Maschine fing Feuer. Alle acht Besatzungsmitglieder überlebten den Unfall, allerdings ertrank ein Fischer beim Versuch, ihnen zu helfen.[276][277]
- (T) Am 15. März 2016 stürzte eine zweimotorige IAI Arava 201 bei einer Übung in der Provinz Pastaza/Ecuador im Dschungel ab. Dabei starben 19 Fallschirmjäger, beide Piloten und ein Mechaniker.[278][279]
- Am 12. April 2016 stürzte eine Mi-28 der russischen Luftstreitkräfte bei einem Einsatz in der Nähe von Homs in Syrien während des russischen Militäreinsatzes in Syrien ohne Beschuss ab. Beim Absturz starben beide Piloten.[280]
- Am 18. Mai 2016 stürzte eine B-52 der US Air Force nach dem Start auf Guam ab; die sieben Mann der Besatzung konnten sich retten.[281]
- Am 24. Mai 2016 stürzte eine iranische Maschine des Typs MiG-29 ab; der Pilot wurde getötet.[282]
- Am 7. Juni 2016 stürzte eine Su-27 der Russian Knights bei Moskau ab, wobei der Pilot ums Leben kam.[283]
- Am 19. Juni 2016 verunfallte eine MiG-21 im Westen Syriens beim Versuch einer Notlandung nach dem Start. Der Pilot und zwei Personen am Boden kamen ums Leben.[284]
- Am 5. Juli 2016 stürzte eine türkische Sikorsky S-70 in der Nähe des Schwarzen Meeres in der Provinz Giresun ab. Dabei kamen 7 von 10 Personen im Helikopter ums Leben.[285]
- Am 6. Juli 2016 stürzte eine Mikojan-Gurewitsch MiG-23 der Luftstreitkräfte Libyens westlich von Bengasi ab; der Pilot kam dabei ums Leben.[286]
- Am 8. Juli 2016 stürzte eine Mi-24 der Syrischen Luftstreitkräfte beim syrischen Palmyra ab, wobei die beiden russischen Piloten, welche aus einem Testflug hinaus zu Kampfhandlungen gerufen worden waren, ums Leben kamen.[287]
- Am 10. Juli 2016 berichtete die iranische Fars News Agency von einer abgestürzten Su-24, wobei sich beide Piloten der iranischen Luftwaffe hätten retten können.[288]
- (T) Am 11. Juli 2016 kam eine Lockheed C-130H Hercules der portugiesischen Luftstreitkräfte (16804) bei der Startbeschleunigung auf dem Militärflugplatz Montijo nach links und anschließend nach rechts von der Startbahn ab, fing Feuer und stürzte knapp 1500 Meter hinter der Startbahn ab. Von sieben Besatzungsmitgliedern starben drei, vier weitere wurden verletzt.[289][290][291]
- (T) Am 22. Juli 2016 verschwand eine indische Transportmaschine des Typs An-32 (Kennzeichen K2743) auf einem Versorgungsflug von Chennai nach Port Blair im Golf von Bengalen. An Bord des Fluges waren insgesamt 23 Personen, darunter 8 zivile Angehörige von Mitgliedern der Streitkräfte.[292][293]
- Am 29. August 2016 stürzte eine F/A-18 der Schweizer Luftwaffe im Gebiet des Sustenpass ab. Der Pilot kam beim Zwischenfall ums Leben.[294]
- Am 28. September 2016 stürzte ein Super Puma der Schweizer Luftwaffe unmittelbar nach dem Start am Gotthardpass ab. Beide Piloten kamen ums Leben, während der Flughelfer verletzt geborgen werden konnte.[295]
- Am 18. Oktober 2016 stürzte ein Kampfflugzeug des Typs Mirage der pakistanischen Luftwaffe nach dem Start zu einem Trainingsflug von der Masroor Airbase bei Karatschi ab. Der Pilot kam bei dem Absturz ums Leben.[296]
- (T) Am 18. Dezember 2016 flog eine Lockheed C-130B Hercules der indonesischen Luftstreitkräfte (A-1334) beim Anflug auf den Flughafen Wamena in hügeliges Gelände 1700 Meter südöstlich der Landebahnschwelle. Durch diesen CFIT (Controlled flight into terrain) in der Provinz Papua wurden alle 12 Besatzungsmitglieder und der einzige Passagier getötet.[297]
- (T) Am 19. Dezember 2016 verunglückte eine Iljuschin Il-18 der Russischen Luftstreitkräfte (Kennzeichen RF-91821) mit 32 Armeeangehörigen und sieben Mann Besatzung an Bord 30 Kilometer vor ihrem Zielflughafen Tiksi (Sacha/Jakutien). Das Flugzeug zerbrach in drei Teile.[298][299]
- Am 21. Dezember 2016 verunglückte eine Beechcraft King Air 200T der malaysischen Luftstreitkräfte (Kennzeichen M41-03) nach einem Trainingsflug bei der Landung auf der RMAF Base Butterworth. Der Pilot kam ums Leben, die drei anderen Insassen wurden verletzt. Die Maschine wurde vollständig zerstört.[300][301]
- (A) (T) Am 25. Dezember 2016 stürzte eine Tupolew Tu-154 der russischen Armee kurz nach dem Start in Sotschi ins Schwarze Meer. An Bord der Maschine waren 92 Personen, darunter 64 Mitglieder des Alexandrow-Ensembles, Journalisten und acht Besatzungsmitglieder. Es gab keine Überlebenden (siehe Russian-Federation-Force-Flug 7091).

### 2017
- (T) Am 9. Februar 2017 stürzte ein Militärtransporter der Botswana Defence Force des Typs CASA C-212 ab. Dabei kamen 3 Personen ums Leben.[302]
- (T) Am 30. Mai 2017 landete ein Militärtransporter der Streitkräfte Nepals vom Typ PZL M28 Skytruck am Flughafen Bajura neben der Piste. Bei dem Zwischenfall kam der Kommandant ums Leben, die Kopilotin und ein weiterer Insasse wurden verletzt.[303]
- (T) Am 7. Juni 2017 startete ein Militärtransporter der Armee von Myanmar vom Typ Shaanxi Y-8 (ein chinesischer Flugzeugtyp, der auf einer Baureihe der älteren sowjetischen Antonow-Maschinen basiert) von Myeik in Richtung Rangun mit 122 Personen an Bord. Mehr als die Hälfte der Passagiere waren Angehörige von Soldaten, darunter auch 15 Kinder. Über dem Meer brach plötzlich der Kontakt ab. Am Morgen des Folgetags wurden das Wrack der vermissten Maschine und Leichen von einem Suchteam der Marine vor der Küste von Launglon im südlichen Myanmar in der Andamanensee gefunden, 218 Kilometer von der Hafenstadt Dawei entfernt.[304][305]
- (T) Am 10. Juli 2017 stürzte eine Lockheed KC-130T Hercules des United States Marine Corps (Bu 165000) in der Deltaregion des Mississippi River (Vereinigte Staaten) ab. Auslöser war der Bruch des Propellerblatts am Triebwerk 2 (links innen), das den Flugzeugrumpf von rechts her aufschlitzte und durch ihn hindurch schoss, woraufhin sich auch der Propeller 3 (rechts innen) löste und den Rumpf sowie die Höhenflosse beschädigte. Anschließend brach das gesamte Rumpfvorderteil ab und stürzte zu Boden, gefolgt vom Rest der Maschine. Alle 16 Insassen, 8 Besatzungsmitglieder und 8 Passagiere, wurden getötet.[306]
- Am 26. Juli 2017 stürzte ein deutscher Kampfhubschrauber des Typs Eurocopter Tiger der UN-Mission MINUSMA aufgrund von Wartungsfehlern nördlich von Gao, Mali ab, dabei kamen zwei Soldaten ums Leben.[307]
- Am 12. September 2017 prallte eine Pilatus PC-7 der Schweizer Luftwaffe bei schlechtem Wetter in die Westflanke des Schreckshorns (Schweiz). Der Pilot starb.[57][308]
- Am 10. Oktober 2017 überrollte eine Su-24 auf der Luftwaffenbasis Hmeimim in Syrien beim Start das Bahnende. Die zwei russischen Piloten starben.[309]
- (T) Am 22. November 2017 stürzte eine Grumman C-2A Greyhound der US Navy (Kennzeichen Bu 162175) in die Philippinensee. Die Maschine war auf dem Flug von der Marine Corps Air Station Iwakuni (Japan) zum Flugzeugträger Ronald Reagan. Von den elf Insassen konnten acht lebend geborgen werden; die anderen drei gelten als vermisst.[310]
- Am 18. Dezember 2017 stürzte eine MiG-29A der polnischen Luftstreitkräfte (Kennzeichen 67) bei Mińsk Mazowiecki ab. Der Pilot konnte sich mit dem Schleudersitz retten.[311]

### 2018
- (T) Am 16. Februar 2018 stürzte ein mexikanischer Militär-Hubschrauber des Typs Sikorsky UH-60[312][313] bei Jamiltepec in Oaxaca kurz vor der Landung auf einem leerstehenden Grundstück ab, wobei 13 Menschen, die offenbar am Boden die Ankunft des Innenministers erwartet hatten, ums Leben kamen.[314][315] Aufgewirbelter Staub hatte bei der Landung zu einer Desorientierung des Piloten geführt.[312]

- (A) (T) Am 6. März 2018 stürzte ein Transportflugzeug des Typs Antonow An-26 der Russischen Luftstreitkräfte (Kennzeichen RF-92955) beim Landeanflug auf den syrischen Militärflugplatz Hmeimim gegen 15 Uhr Moskauer Zeit etwa 500 m vor der Start- und Landebahn ab. Alle an Bord befindlichen russischen Militärangehörigen, 33 Passagiere und sechs Besatzungsmitglieder, wurden getötet (siehe auch Absturz einer Antonow An-26 in Latakia).[316]
- Am 20. März 2018 stürzte eine Hawk T1 des Kunstflugteams Red Arrows der britischen Luftstreitkräfte kurz nach dem Start um 13:30 Uhr GMT bei einem Trainingsflug auf dem militärischen Teil des Flughafens von Anglesey RAF Valley in Wales ab. Ein Mechaniker an Bord des Flugzeuges erlitt tödliche Verletzungen, der Pilot überlebte verletzt.[317]

- (A) (T) Am 11. April 2018 stürzte eine Iljuschin Il-76 der algerischen Luftstreitkräfte (7T-WIV) in der Provinz Blida im Norden von Algerien kurz nach dem Start vom Luftwaffenstützpunkt Boufarik nahe der Hauptstadt Algier ab auf ein Feld, zerbrach und brannte aus. Alle 257 Insassen, 247 Soldaten und Angehörige und 10 Besatzungsmitglieder, starben dabei[318][319] (siehe Flugzeugabsturz bei Boufarik).

- (T) Am 2. Mai 2018 stürzte eine Lockheed WC-130H Hercules des 156th Airlift Wing der Nationalgarde Puerto Ricos (65-0968) nach einem Triebwerksausfall zwei Kilometer nordöstlich des Startflughafens Savannah/Hilton Head (Georgia) ab. Die Maschine war auf einem Überführungsflug zur Außerdienststellung im Flugzeugdepot AMARC bei Tucson, Arizona. Alle Insassen, neun Besatzungsmitglieder, kamen ums Leben.[320][321]
- Am 6. Juli 2018 stürzte eine MiG-29G der polnischen Luftstreitkräfte (Kennzeichen 4103 – ehemals 29+16 der Luftwaffe) bei Sakówko ab. Der Pilot kam ums Leben.[311]

- (T) Am 30. August 2018 verunglückte eine de Havilland Canada DHC-6-300 Twin Otter der Äthiopischen Luftwaffe (ET-AIU/808) in der Nähe von Mojo (Äthiopien), 17 Kilometer südöstlich des Ziels, dem Militärflugplatz von Bishoftu (früher Debre Zeyit). Alle 18 Insassen, drei Besatzungsmitglieder und 15 Passagiere, kamen ums Leben.[322]

- Am 17. September 2018 gegen 23 Uhr Ortszeit schoss die syrische Luftverteidigung ein russisches Aufklärungsflugzeug vom Typ Iljuschin Il-20M über dem östlichen Mittelmeer ab. Alle 15 Besatzungsmitglieder wurden getötet.[323][324][325]

- Am 28. September 2018 stürzte eine Lockheed Martin F-35B des USMC nahe der Marine Corps Air Station Beaufort in South Carolina ab. Der Pilot konnte sich mit seinem Schleudersitz retten.[326]

- (T) Am 6. Dezember 2018 kollidierten eine McDonnell Douglas F/A-18C/D und eine Lockheed KC-130J Hercules des United States Marine Corps (Bu 167981) während eines Tankmanövers östlich Japans miteinander. Die Besatzung der F/A-18 konnte sich aus dem Flugzeug katapultieren und der WSO wurde gerettet, während der Pilot nur noch tot geborgen werden konnte. Die fünfköpfige Besatzung des Tankflugzeuges wurde zunächst als vermisst gemeldet und nach dem Abbruch der Suche am 11. Dezember 2018 für tot erklärt.[327][328]

### 2019
- Am 18. Januar 2019 kollidierten zwei Su-34-Jagdbomber der russischen Luftwaffe während eines Übungsfluges über dem Japanischen Meer. Die Besatzungen der beiden Maschinen (jeweils Pilot und Navigator) konnten ihre Schleudersitze betätigen. Zwei Personen wurden gerettet, zwei weitere konnten nur noch tot geborgen werden.[329][330]
- Am 22. Februar 2019 stürzte eine Suchoi Su-24 der Algerischen Luftstreitkräfte ab, wobei zwei Menschen getötet wurden.[331]
- Am 26. Februar 2019 stürzte eine MiG-21 der kubanischen Streitkräfte während einer Luftkampfübung in ein Feld im Municipio Güira de Melena, rund 50 km südwestlich von Havanna. Der Pilot hatte noch versucht, das Flugzeug wegen technischer Probleme zu landen. Er konnte sich mit dem Schleudersitz retten. Auch am Boden kamen keine Menschen zu Schaden.[332]
- Am 4. März 2019 stürzte eine MiG-29A der polnischen Luftstreitkräfte (Kennzeichen 40) bei Łochów ab. Der Pilot konnte sich mit dem Schleudersitz retten.[311]
- Am 13. März 2019 stürzte eine Aero L-39 der Algerischen Luftstreitkräfte bei einem Nachtflug ab, wobei beide Piloten getötet wurden.[331]
- (T) Am 27. März 2019 stürzte eine Mil Mi-8 der kasachischen Streitkräfte „bei Dunkelheit und schwierigen Bedingungen“ ab, wobei die 13 Soldaten an Bord getötet wurden.[333]
- Am 9. April 2019 ging der Kontakt zu einer japanischen Lockheed Martin F-35A 135 km östlich von Misawa verloren. Bei einer anschließenden Suchaktion wurden Trümmerteile der Maschine aus dem Meer geborgen, der Pilot gilt als vermisst.[334][335]
- (T) Am 29. Mai 2019 stürzte eine Mil Mi-8 der ukrainischen Streitkräfte im Gebiet von Riwne ab, wobei fünf Militärangehörige getötet wurden.[336]
- Am 24. Juni 2019 kollidierten zwei Eurofighter Typhoon der Luftwaffe in Mecklenburg-Vorpommern nördlich des Fleesensees bei Malchow und stürzten ab. Beide Piloten konnten den Schleudersitz betätigen; einer der beiden Piloten kam dabei jedoch ums Leben. Der andere Pilot konnte lebend aus einer Baumkrone geborgen werden.[337]
- Am 30. Juni 2019 stürzte eine Beechcraft King Air 350 der Streitkräfte Pakistans über bewohntem Gebiet in Rawalpindi ab. Bei dem Unfall starben 18 Menschen, davon 13 Zivilisten und 5 Soldaten.[338]
- Am 1. Juli 2019 stürzte ein Schulungshubschrauber des Typs EC 135 des Internationalen Hubschrauberausbildungszentrum der Bundeswehr in ein Getreidefeld bei Dehmke im Landkreis Hameln-Pyrmont in Niedersachsen.[339][340] Beim Absturz kam eine Pilotin ums Leben, der zweite Pilot wurde schwer verletzt.[341][342]
- Am 19. September 2019 stürzte ein F-16-Kampfjet der belgischen Luftstreitkräfte im Süden der französischen Region Bretagne in Pluvigner nahe Lorient ab. Beide Besatzungsmitglieder überlebten verletzt; einer von ihnen verfing sich mit seinem Fallschirm in einer Stromleitung. Der Absturz ereignete sich in unmittelbarer Nähe einer Siedlung. Ein Haus wurde beschädigt, seine Bewohnerin erlitt einen Schock. Insgesamt acht Gebäude wurden evakuiert.[343][344]
- Am 8. Oktober 2019 stürzte ein F-16-Kampfjet der United States Air Force von der Spangdahlem Air Base während eines Übungsflugs bei Zemmer im deutschen Bundesland Rheinland-Pfalz ab. Der Pilot rettete sich mit dem Schleudersitz.[345]
- (A) (T) Am Nachmittag des 9. Dezember 2019 stürzte eine Lockheed C-130H Hercules der chilenischen Luftstreitkräfte mit dem Kennzeichen 990 mit 38 Personen an Bord über der Drakestraße (Südlicher Ozean) ab. Sie war auf dem Weg von Punta Arenas zur Forschungsstation Presidente Frei und verschwand etwa zwei Stunden nach dem Start vom Radar der Flugsicherung. Am 12. Dezember 2019 konnte die ungefähre Absturzstelle anhand von Trümmerteilen lokalisiert werden. Niemand von den 17 Besatzungsmitgliedern und 21 Passagieren überlebte den Unfall (siehe auch Absturz einer Lockheed C-130 der chilenischen Luftstreitkräfte im Dezember 2019).[346]

### 2020
- (T) Am 25. September 2020 verunglückte eine Antonow An-26 der ukrainischen Luftstreitkräfte (taktische Nummer gelbe 76) zwei Kilometer nördlich der Luftwaffenbasis Tschuhujiw in der Ukraine. Beim Training waren bereits 5 Starts und Landungen als Touch-and-Go durchgeführt worden, als die Piloten nach dem sechsten Start ein Leistungsabfall im linken Triebwerk meldeten und die Rückkehr zur Landung ankündigten. Im Endanflug drehte das Flugzeug plötzlich scharf nach links, stürzte ab und fing Feuer. Bei dem Unfall kamen 26 der 27 Insassen ums Leben.[347]
- Am 29. September 2020 kollidierte eine Lockheed Martin F-35B des Marine Corps bei einem Luftbetankungsmanöver über Kalifornien mit einer KC-130J und stürzte anschließend ab. Der Pilot konnte sich heraus katapultieren und überlebte den Absturz. Den Piloten des Tankflugzeugs, das beide Steuerbordpropeller verlor und Beschädigungen an der Steuerbord-Betankungssonde aufweist, gelang eine Bauchlandung auf einem Acker. Alle acht Besatzungsmitglieder blieben unverletzt.[348]
- (T) Am 12. November 2020 kamen nach inoffiziellen Angaben israelischer und ägyptischer Behördenvertreter beim Absturz eines Hubschraubers des Typs Sikorsky UH-60 in der Nähe der Insel Tiran über der Sinai-Halbinsel sieben Mitglieder der internationalen Friedenstruppe MFO ums Leben, davon fünf US-Amerikaner, ein Franzose und ein Tscheche. Eine weitere Person wurde verletzt. Die Quellen erklärten, es gebe keine Anzeichen für einen Angriff auf den Hubschrauber und gingen von einem technischen Defekt als Unfallursache aus. In der Region sind mit der Organisation Islamischer Staat verbündete islamistische Kämpfer aktiv. Der Hubschrauber befand sich auf einem Aufklärungsflug.[349]
- Am 15. Juni 2020 stürzte eine F-15C der U.S. Air Force bei einem Übungsflug über der Nordsee ab. Der Pilot kam dabei ums Leben.

### 2021
- Am 21. Februar 2021 stürzte eine Beechcraft King Air 350 der nigerianischen Luftwaffe nahe Abuja, der Hauptstadt Nigerias, ab. Alle sieben Insassen wurden getötet.[350]
- Am 31. März 2021 stürzte ein Alpha Jet der nigerianischen Luftwaffe im Nordosten Nigerias im Bundesstaat Borno ab. Die terroristische Gruppierung Boko Haram behauptete, für den Absturz verantwortlich zu sein, was die nigerianische Luftwaffe bestritt.[351]
- Am 21. Mai 2021 stürzte eine Beechcraft King Air 350 der nigerianischen Luftwaffe in Nord-Nigeria im Bundesstaat Kaduna ab. Unter den 11 Getöteten war auch der Inspekteur des Heeres der nigerianischen Streitkräfte, Ibrahim Attahiru.[350]
- (T) Am 4. Juli 2021 hatte eine Transportmaschine des Typs Lockheed C-130H Hercules der philippinischen Luftwaffe (PhilAF 5125) die Landebahn auf der philippinischen Insel Jolo verfehlt und war beim Versuch, wieder durchzustarten, abgestürzt. Bei dem Unfall kamen 50 philippinische Soldaten und drei Zivilisten am Boden ums Leben. Am Bord befanden sich 96 Personen, darunter 8 Crewmitglieder. Das Wetter war zum Unfallzeitpunkt gut. Laut Augenzeugenberichten gelang es einigen Menschen aus dem Flugzeug zu springen, bevor es in Bäume stürzte und in Flammen aufging.[352][353]
- Am 18. Juli 2021 stürzte ein Alpha Jet der nigerianischen Luftwaffe im Nordwesten Nigerias ab. Der Pilot rettete sich mit dem Schleudersitz. Nach offiziellen Angaben führte Beschuss vom Boden zum Absturz.[354]
- Am 17. November 2021 versuchte eine Lockheed Martin F-35B der Royal Navy vom Flugzeugträger Queen Elizabeth zu starten und fiel dabei ins Mittelmeer. Der Grund war eine viel zu niedrige Startgeschwindigkeit. Wovon diese verursacht wurde, steht noch nicht endgültig fest. Es wird vermutet, dass das Triebwerk eine vergessene Abdeckung ansaugte und deshalb nicht genug Leistung entwickelte. Der Pilot katapultierte sich unmittelbar über dem Bug bzw. der Kante des Schanzentisches und konnte unverletzt gerettet werden.[355][356]

### 2022
- (T) Am 8. Februar 2022 kam eine Antonow An-26 der Südsudanesischen Luftwaffe (Luftfahrzeugkennzeichen SP-402) auf dem Flugplatz Agok im Südsudan von der Landebahn ab. Bei der Bruchlandung brach der größte Teil der linken Tragfläche ab. Der Unfall wird auf den schlechten Zustand der Landebahn zurückgeführt, da er sich ereignete, nachdem das Flugzeug ein größeres Schlagloch überrollt hatte. Alle 12 Insassen überlebten.[357]
- Am 18. März 2022 stürzte südlich von Bodø im Norden Norwegens eine MV-22B Osprey des US Marine Corps ab, die an der NATO-Übung Cold Response teilnahm. Alle vier Personen an Bord, ausnahmslos US-Bürger, kamen dabei ums Leben. Zur Unfallzeit herrschte schlechtes Wetter.[358]
- Am 19. April 2022 stürzte ein zweisitziges Schulflugzeug PAC (Pakistan Aeronautical Complex) MFI-395 Super Mushshak der nigerianischen Luftwaffe im nigerianischen Bundesstaat Kaduna ab. Die beiden Insassen wurden getötet.[359]
- Am 19. Oktober 2022 stürzte eine Lockheed Martin F-35A der US Air Force beim Landeanflug auf die Hill Air Force Base in Utah ab. Nach einem Untersuchungsbericht der United States Air Force haben Turbulenzen von einer zuvor im Landeanflug befindlichen F-35 dazu geführt, dass die Avionik falsche Flugdaten registrierte, worauf der Jet nicht mehr auf die Eingaben des Piloten reagierte. Der Pilot konnte sich mit dem Schleudersitz retten.[360]
- Am 13. Dezember 2022 stürzte ein Eurofighter Typhoon des italienischen 37. Geschwaders (MM7307) beim Landeanflug auf seine sizilianische Heimatbasis Trapani-Birgi nordöstlich der Ortschaft Granatello ab. Der Pilot kam ums Leben. Es gab keine weiteren Personen- oder Sachschäden.[361]

### 2023
- Am 17. September 2023 katapultierte sich der Pilot einer Lockheed Martin F-35B des U.S. Marine Corps per Schleudersitz aus seinem Flugzeug.[362] Trümmerteile wurden am 19. September etwa zwei Stunden nordöstlich der „Joint Base Charleston“ gefunden.[363]
- Am 20. November 2023 rollte die Boeing P-8A mit der Registrierungsnummer 169561 der Patrol Squadron (VP) 4 bei der Landung auf der Marine Corps Base Hawaii über das Ende der Landebahn hinaus ins flache Meer. Alle neun Besatzungsangehörigen blieben unverletzt.[364] Nach  der zwei Wochen späteren Bergung stellte sich heraus, dass durch den Kontakt mit dem Salzwasser so massive Korrosionsschäden an der Struktur, den Triebwerken und der Elektronik entstanden waren, dass eine Instandsetzung verworfen und die Maschine verschrottet wurde. Dies war der erste Totalverlust einer P8.[365]

### 2024
- Am 4. Januar 2024 verunglückte eine Rockwell B-1B des 28th Bomb Wing beim Landeanflug auf die Ellsworth Air Force Base. Alle Besatzungsmitglieder konnten sich mit dem Schleudersitz retten und überlebten mit leichten Verletzungen.[366]
- (T) Am 25. Januar 2024 kam es an einer Transall C-160T der türkischen Luftstreitkräfte (TAF 69-036) zu einem Leistungsverlust. Die Piloten machten eine Notlandung auf dem militärischen Teil des Flughafens Kayseri-Erkilet (Türkei). Videos zeigen einen Landeanflug im Tiefflug auf den Flugplatz; und das Flugzeug scheint eine Fahrwerksstörung gehabt zu haben. Es wurden keine Verletzten gemeldet, das Flugzeug wurde jedoch erheblich beschädigt und möglicherweise abgeschrieben.[367]
- (A) (T) Am 24. Januar 2024 kamen bei einem Absturz einer Iljuschin Il-76 der russischen Luftstreitkräfte (RF-86868) nahe des Orts Jablonowo in der Oblast Belgorod[368] russischen Angaben zufolge 74 Menschen ums Leben, von denen 65 bei einem Gefangenenaustausch im Rahmen des russischen Überfalls auf die Ukraine freikommen sollten. Die Ukraine widerspricht der Darstellung (siehe auch Absturz einer Iljuschin Il-76 in der Oblast Belgorod).[369][370]
- 10. Juni – Eine Dornier 228-200 des malawischen Militärs stürzte auf dem Flug nach Mzuzu bei schlechtem Wetter in ein Naturschutzgebiet. Alle 10 Insassen kamen ums Leben. Unter den Insassen befand sich der malawische Vizepräsident Saulos Chilima.[371][372]

### 2025
- (A) Am 29. Januar 2025 kollidierte eine Bombardier CRJ700 (Luftfahrzeugkennzeichen N709PS) auf einem von der PSA Airlines durchgeführter Linienflug der American Airlines beim Landeanflug auf den Ronald Reagan Washington National Airport (DCA) mit einem Hubschrauber der United States Army des Typs Sikorsky UH-60 Black Hawk (00-26860) und stürzte mit diesem in den Potomac River. Alle 64 Insassen der CRJ700 und alle 3 Insassen der UH-60 kamen dabei ums Leben (siehe auch American-Airlines-Flug 5342).[373][374]

- (A) Am 21. Juli 2025 gegen 13:18 Uhr Ortszeit (UTC+6) stürzte eine FT-7 BGI der Luftstreitkräfte Bangladeschs während eines Übungsfluges in ein Schulgebäude in Dhaka, Bangladesch. Neben dem Piloten kamen 34 weitere Personen am Boden ums Leben, mehr als 170 wurden verletzt  (siehe auch Absturz einer Chengdu J-7 über Dhaka).[375][376][377]

- Am späten Vormittag des 29. Juli 2025 stürzte ein Hubschrauber des Typs Eurocopter EC 135 einer Privatfirma, der von der Bundeswehr angemietet war, bei einem Trainingsflug in geringer Höhe im Ortsteil Bahren der Stadt Grimma in Sachsen in den Fluss Mulde. Die Absturzstelle befindet an der Pegelmeßstation Golzern, unweit der Muldenbrücke Nerchau. Alle drei Besatzungsmitglieder kamen ums Leben.[378][379] Da seither das Tragseil der dortigen, in vier bis sechs Metern Höhe quer über die Mulde gespannten Pegelmeßanlage fehlt, konzentrieren die Ermittlungen sich auf eine mögliche Kollision mit diesem Stahlseil.[380][381]